# Imperium mongolskie
Imperium Mongolskie, oficjalnie Wielki Ułus Mongołów – trzynastowieczne państwo mongolskie, w szczytowym okresie swojego rozwoju terytorialnego obejmujące Azję Środkową, południową Syberię, północne Chiny, Ruś i Bliski Wschód. Zajmowało ono około 23 mln km² i było największym państwem w historii po imperium brytyjskim.

## Nazwa

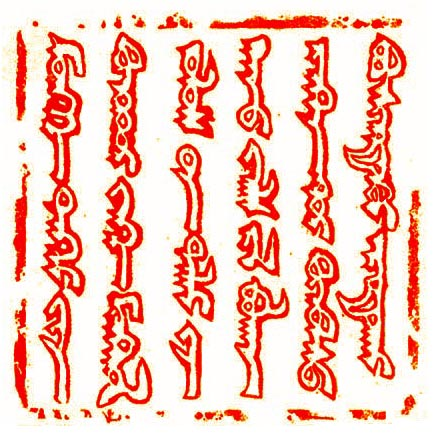
Pieczęć Gujuka na liście do papieża Innocentego IV. Tekst w piśmie mongolskim głosi: „Mocą Wiecznego Nieba [Tengri]. Rozkaz [jarłyk] panującego nad światem władcy kana] wielkiego państwa mongolskiego [jeke monggol ułus]. Kiedy dotrze do ludzi poddanych i ludzi nie poddanych, niechaj go słuchają i boją się”

Najwcześniejsze zachowane do dzisiaj źródło, w którym znajdujemy nazwę jeke monggol ułus („Wielki Ułus Mongołów”) jaką Mongołowie mieli określać swoje państwo, to ukończone w roku 1216/1217 Jianyan yilai chaoye zaji („Zapiski o dworze i prowincjach od 1127”) chińskiego historyka związanego z Południową dynastią Song, Li Xinchuana. Nazwa jeke monggol ułus występuje tam oczywiście w formie chińskiej, jako Da Menggu guo (大蒙古國), to jest „Wielki Naród [albo państwo] Mongołów”. Li Xinchuan zaznacza, że Mongołowie nazwali sami siebie Da Menggu guo w czasie inwazji Jin, to jest nie wcześniej niż w roku 1211. Także nieco późniejszy autor z epoki Song, Huang Zhen (ok. 1255), zauważa, że w roku 1211 Mongołowie zaczęli nazywać swój lud Da Menggu guo „łącząc swoje imię i określenie” – jak bowiem stwierdzają zarówno Li, jak i Huang (za tym pierwszym) imieniem Mongołów aż do tej pory było po prostu Menggu guo, czyli „Ułus Mongołów”, a nowe określenie lub epitet to „Wielki” (da/jeke). Trzeba tutaj zauważyć, że Dżurdżeni nazywali swoje państwo Da Jin guo (大金國), „Wielki Naród Jin”. Aż do roku 1210 lub 1211 Czyngis-chan (1206–1227) uznawał nominalną zwierzchność Dżurdżenów. Stąd przyjęcie nazwy Da Menggu guo, będącej kalką nazwy państwa Dżurdżenów, w momencie inwazji na Jin, należy uznać za świadomą demonstrację własnej niezależności i postawienie się na równej stopie z dotychczasowym suwerenem. Zdawał sobie z tego sprawę Zhao Hong, autor pierwszego chińskiego dzieła szczegółowo opisującego Mongołów, pochodzącego z 1221 Meng-Da beilu („Kompletne opisanie Mongołów-Tatarów”), według którego Mongołowie uważając swoje państwo za potężne nazwali je Da Menggu guo, „czego nauczyli ich zbiegli urzędnicy Dżurdżenów”. Nazwa jeke monggol ułus nie występuje w Tajnej historii Mongołów, co zdaje się wskazywać na to, iż chociaż korzystano z niej w relacjach z Chinami, to nie używano jej wśród samych Mongołów w czasach Czyngis-chana – prawdopodobnie dlatego, że zarówno sam chan, jak i jego otoczenie myśleli jedynie w kategoriach plemiennych, to jest obce było im pojęcie „narodu” czy „państwa” jako pewnej organicznej całości. Ta sytuacja miała się zmienić za czasów następców Czyngis-chana. Nazwa jeke monggol ułus znajdowała się m.in. na oficjalnej pieczęci Gujuka (1246–1248), która została odciśnięta na jego liście do papieża Innocentego IV (1243–1254).

## Historia polityczna

### Temudżyn i podbój Wyżyny Mongolskiej

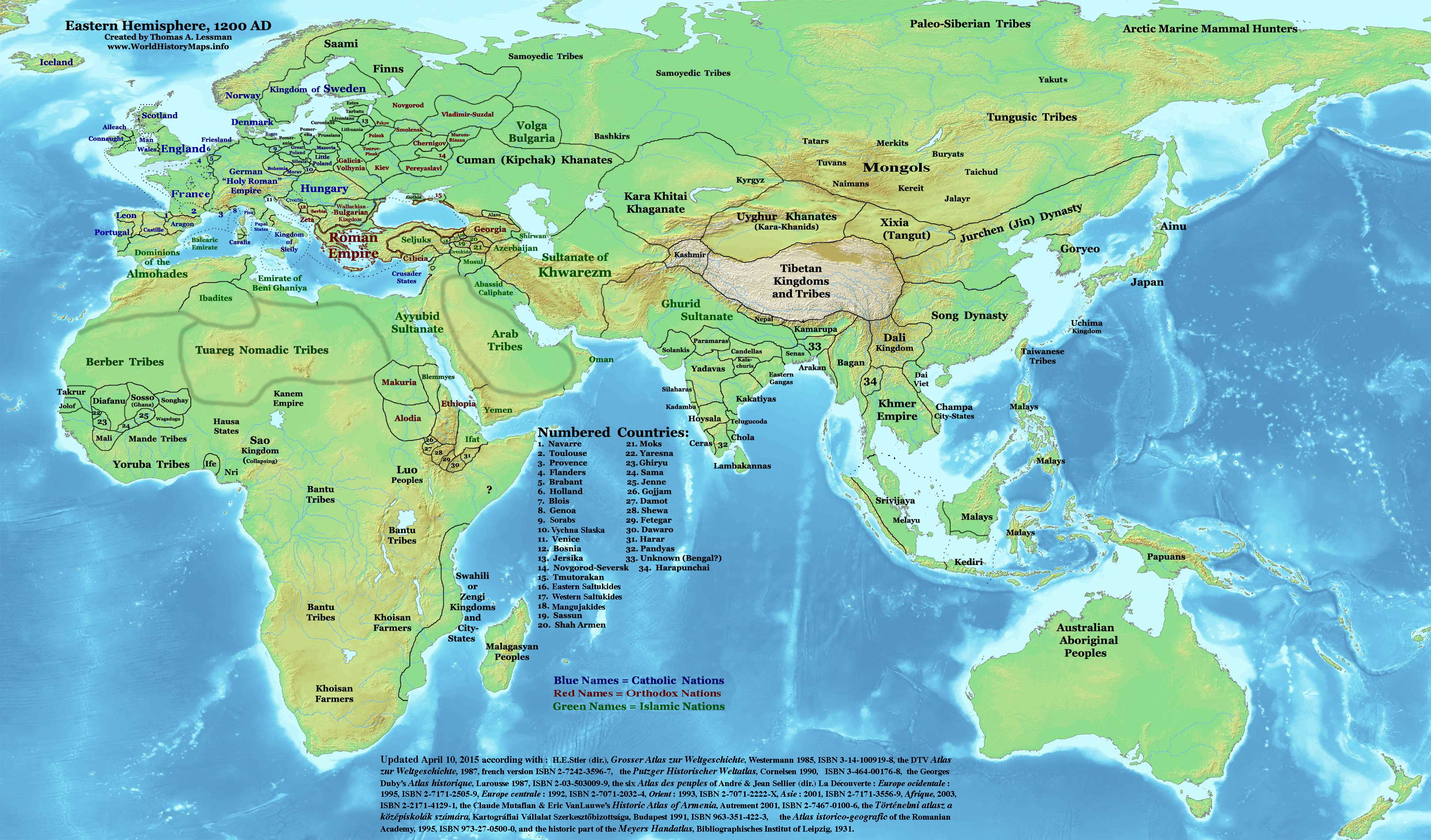
Stary Świat przed ekspansją Mongołów

W XII wieku Wyżyna Mongolska była zamieszkiwana przez koczownicze plemiona (irgen), z których część zachowała spójność, część zaś rozpadła się na poszczególne rody (obog). Pomiędzy plemionami a rodami nie było zresztą wyraźnej różnicy, ponieważ dostatecznie silna grupa rodowa mogła drogą zdobywania nowych członków stosunkowo szybko osiągnąć siłę plemienia. Przynależność zarówno do plemienia, jak i rodu była oparta na motywowanej politycznie fikcyjnej genealogii, „co wyjaśnia czemu polityczne formacje oparte na takich lineażach i plemionach, samych w sobie tymczasowych i arbitralnych konstrukcjach, były z natury dynamiczne, elastyczne i niestabilne”. Na zachodnim skraju Wyżyny zamieszkiwali Najmanowie, prawdopodobnie pochodzenia tureckiego, którzy zachowywali polityczną jedność pod przywództwem swoich chanów aż do końca XII wieku, kiedy zniszczyła ją rywalizacja pośród rodziny panującej. Położeni blisko osiadłych sąsiadów Najmanowie przejęli od nich szereg technik administracyjnych i wyznawali nestoriańskie chrześcijaństwo. Na wschód od Najmanów mieszkali także wyznający nestorianizm Kereici, zajmujący ważne ze względów strategicznych i ideologicznych tereny górnego biegu Selengi i Orchonu. W XII wieku posiadali oni stabilne przywództwo i cieszyli się pewną jednością. Nestorianami byli również tureccy Onguci, zamieszkujący samo serce regionu Gobi. Ich książęta byli przynajmniej nominalnie wasalami dżurdżeńskiej dynastii Jin. Na północ od Ongutów znajdowali się Ongiraci, zajmujący zachodnie stoki Wielkiego Chinganu i raczej luźno zorganizowani pod rządami kilku różnych wodzów. Region stepowy na południe od Kerulenu zajmowali Tatarzy, jedno z potężniejszych i bardziej agresywnych plemion Wyżyny. Zgodnie ze swoją polityką utrzymywania rozbicia wśród nomadów Dżurdżeni podsycali konflikty pomiędzy Tatarami i plemionami sąsiednimi, zwłaszcza Mongołami i Kereitami, co w połowie XII wieku doprowadziło do stanu endemicznej walki pomiędzy nimi. Mongołowie, którzy w przyszłości mieli zjednoczyć wszystkie tutaj wymienione plemiona, żyli w tym okresie pomiędzy rzekami Kerulen a Onon, na północ od Tatarów. Na północny zachód od Mongołów żyli Trzej Merkici, podzieleni, jak na to wskazuje ich nazwa, na trzy odłamy, których terytoria rozciągały się wzdłuż dolnego biegu Selengi, na południe od Bajkału.

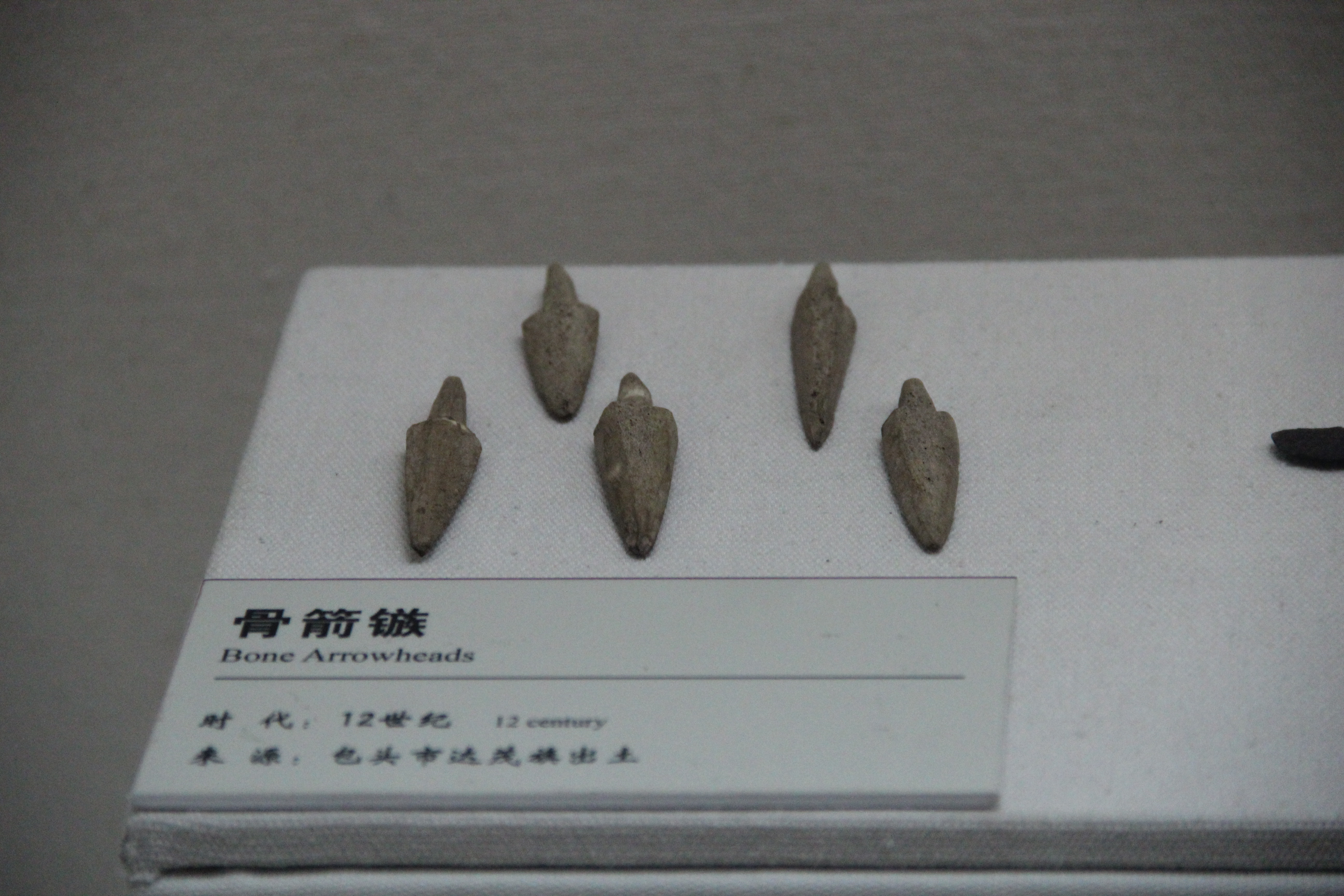
Groty strzał wykonane z kości w XII w. odnalezione na terenie dzisiejszej Mongolii Wewnętrznej. Zbiory Muzeum Mongolii Wewnętrznej w Hohhot

Pierwszym chanem Mongołów miał być żyjący w pierwszej połowie XII wieku Kabuł, należący do najstarszego wśród nich rodu Bordżiginów. Kabuł został zabity przez Dżurdżenów i zagrożeni przez popieranych przez dynastię Jin Tatarów Mongołowie wybrali chanem Ambakaja, założyciela rodu Tajcziutów. Ten wkrótce został jednak schwytany przez Tatarów i oddany w ręce Dżurdżenów zginął z ich ręki. Mongołowie zwrócili się wówczas do Kutuły, trzeciego syna Kabuła, którego siły zostały jednak zniszczone w bitwie z Dżurdżenami nad jeziorem Bujr nuur gdzieś w latach 60. XII wieku. O jego dalszych losach nic nie wiemy, niemniej po tym wydarzeniu doszło do politycznej dezintegracji Mongołów. Najprawdopodobniej to właśnie w dekadzie lat sześćdziesiątych XII wieku urodził się Temudżyn (zm. 1227), syn Jesügeja, wnuka Kabuła. Jesügej zaręczył Temudżyna z Börte, córką Dej Seczena, jednego z wodzów Ongiratów, by wkrótce po tym wydarzeniu zostać otrutym przez Tatarów. Po jego śmierci podlegli mu ludzie rozproszyli się i jego pozbawiona stad rodzina wraz z małoletnim Temudżynem została pozostawiona samej sobie, z trudem walcząc o przetrwanie. Rywalizujący z Bordżiginami Tajcziuci nie zawahali się nawet przed porwaniem Temudżyna, ten jednak uciekł z niewoli. Okres izolacji rodziny Jesügeja skończył się kiedy Temudżyn udał się do Ongiratów po zaręczoną z nim niegdyś Börte i poślubiając ją odnowił dawny sojusz pomiędzy Bordżiginami a Ongiratami. Następnie Temudżyn udał się do Ong-chana (zm. 1203), władcy Kereitów, i przypominając mu że jego ojciec był „bratem krwi” (anda) chana, uznał, że teraz ten jest dla niego „jak ojciec”. Ong-chan zaakceptował to roszczenie i obiecał Temudżynowi pomoc w ponownym zgromadzeniu podległych niegdyś jego ojcu ludzi, co samo w sobie wystarczyło by zaczęli oni gromadzić się pod przywództwem jego syna.

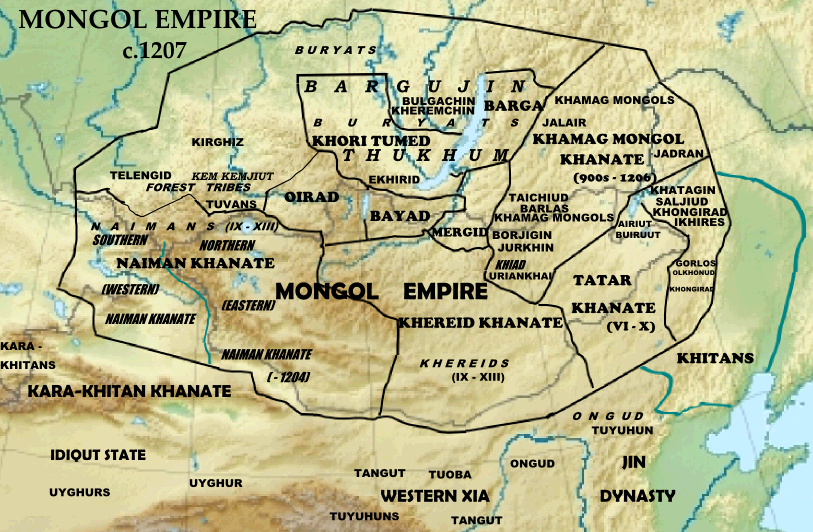
Imperium Mongolskie w roku 1207, wkrótce po podbiciu przez Czyngis-chana Wyżyny Mongolskiej, wraz z zaznaczonymi terytoriami poszczególnych plemion Wyżyny. W prawym górnym rogu Mongołowie (Khamag Mongol) i ich rody

Wkrótce potem Merkici porwali Börte i Temudżyn wraz z Ong-chanem i swoim bratem krwi, Dżamuką (zm. 1205), pokonał ich w bitwie i odbił swoją żonę. Wojna z Merkitami miała miejsce gdzieś w latach 80. XII wieku i zwycięstwo w niej wydatnie powiększyło liczbę zwolenników Temudżyna. Kilka lat po jej zakończeniu obwołali go oni chanem. To doprowadziło do wojny pomiędzy nim a Dżamuką, który pokonał nowego chana w bitwie pod Dałan Bałdżit, co jednak nie zniszczyło wzrastającej siły Temudżyna. Datowanie tej bitwy w „Tajnej historii Mongołów” i u Raszida ad-Dina różni się o niemal dekadę, przy czym mało wiadomo o późniejszych działaniach Temudżyna. Gdzieś w tym okresie Ong-chan utracił władzę nad Kereitami i odzyskał ją dopiero dzięki pomocy Temudżyna, przy czym stało się to niedługo przed lub po tym jak w roku 1196 ten jako nominalny wasal Dżurdżenów współdziałając z ich siłami pokonał Tatarów. W ciągu kilku następnych lat Temudżyn zniszczył konkurencyjny mongolski ród Dżurkinów i wspólnie z Ong-chanem przedsięwziął zwycięską wyprawę na Najmanów. Następnie pokonał on Tajcziutów, jednak jego wzrastająca potęga spowodowała zawiązanie się przeciwko niemu w roku 1201 koalicji pod przywództwem Dżamuki, w skład której wchodzili m.in. Merkici, Najmanowie, syberyjscy Ojraci oraz resztka Tajcziutów. Temudżyn wraz z Ong-chanem rozbił tę koalicję, a w roku 1202 pokonał Tatarów i rozkazał stracić ich mężczyzn. W tym momencie Temudżyn był już co najmniej tak potężny jak Ong-chan i ten zaproponował by został on jego następcą. To jednak wzbudziło wrogość syna Ong-chana, Sengüma, który ostatecznie przekonał ojca do próby zdradzieckiego zamordowania chana Mongołów. Ta jednak nie powiodła się i mimo że Temudżyn został początkowo pokonany ostatecznie w roku 1203 rozbił on Kereitów i większość z nich rozdzielił pomiędzy swoich ludzi. Będąc teraz panem strategicznie położonej doliny Orchonu w latach 1204–1205 Temudżyn pokonał koalicję Najmanów, Merkitów, Ojratów i Dżamuki, przy czym ostatecznie stracił tego ostatniego. Tym samym wszyscy jego wrogowie zostali zniszczeni bądź zmuszeni do ucieczki i mimo tlącego się gdzieniegdzie oporu w roku 1205 Temudżyn stał się faktycznym władcą całej Wyżyny Mongolskiej.

### Czyngis-chan

Wyimaginowany portret Czyngis-chana z XIV-wiecznego albumu zawierającego wizerunki cesarzy dynastii Yuan. Narodowe Muzeum Pałacowe w Tajpej

Pozycję Temudżyna jako władcy nowej federacji koczowników potwierdził kurułtaj zwołany u źródeł Ononu w roku 1206, na którym obwołano go Czyngis-chanem, który to tytuł zazwyczaj odczytuje się jako „chan oceaniczny”, to jest uniwersalny. Plemiona wchodzące w skład nowego państwa stały się znane jako Mongołowie, niezależnie od swojego pochodzenia etnicznego, co było zgodne ze stepowym zwyczajem przyjmowania przez federację plemienną nazwy jej plemienia wiodącego. Jej dalsza ekspansja była nieunikniona, ponieważ tylko ona mogła być źródłem łupów, niezbędnych dla wynagrodzenia ciągle wzrastającej liczby zwolenników nowego chana i tym samym utrzymania przez niego władzy. W roku 1207 Czyngis-chan za pośrednictwem Dżocziego podporządkował sobie tzw. „ludy leśne”, zamieszkujące region Jeziora Bajkał, w tym Kirgizów i Ojratów. Jego pierwsza większa wyprawa była jednak skierowana przeciwko tanguckiemu państwu Xixia. Już w latach 1205 i 1207 Mongołowie przedsięwzięli pierwsze rajdy przeciwko Tangutom, a w roku 1209 wysłali przeciwko nim silną armię z zadaniem zdobycia ich stolicy. Tanguci obronili ją, jednak ich władca, Weiming Anquan (1206–1211), został zmuszony do uznania zwierzchności Czyngis-chana i oddania mu swojej córki za żonę. Tymczasem Ojraci doprowadzili Dżocziego do najmańskich i merkickich uciekinierów w rejonie Irtyszu, którzy zostali przez niego pokonani. Zginął wtedy wódz Merkitów Toktoa, zaś jego synowie uciekli na terytoria Ujgurów w Kotlinie Kaszgarskiej. Czyngis wysłał za nimi w pościg Dżebego i Sübeeteja, zaś obecność ich wojsk w regionie była być może bezpośrednią przyczyną podporządkowania się Ujgurów Mongołom na wiosnę 1209 roku. W sojuszu z Ujgurami Merkici zostali ostatecznie zniszczeni, ale pościg za nimi doprowadził do pierwszej, przypadkowej bitwy pomiędzy Mongołami a wojskami chorezmszaha Ala ad-Dina Mohammada (1200–1220), po której ich armia wycofała się na wschód. W tym samym czasie przywódca ocalałych Najmanów Küczlük (1213–1218) znalazł gościnne przyjęcie wśród Kara Kitajów, by w roku 1211 wykorzystując ich wojnę z Ala ad-Dinem Mohammadem zagarnąć władzę nad ich państwem dla siebie. W tej nowej sytuacji podlegli dotychczas Kara Kitajom Karłucy z regionu rzeki Ili wybrali podporządkowanie się Mongołom.
Najważniejszym przeciwnikiem Czyngis-chana była dżurdżeńska dynastia Jin, zarówno ze względu na jej położenie, potęgę i bogactwo, jak i historię walk z plemieniem Mongołów. Pozycja Dżurdżenów na terenach przygranicznych uległa osłabieniu, kiedy zabili oni w ich ocenie skrycie sprzyjającego Mongołom wodza Ongutów Ałakusz Digitkuri (zm. 1207). Akcja ta przyniosła skutek odwrotny od zamierzonego, ponieważ pozwoliła Czyngis-chanowi na ustanowienie regentką Ongutów synowej Ałakusza, a swojej córki, Ałakaj-beki. W roku 1211 chan Mongołów wykorzystał terytorium Ongutów jako bazę do inwazji na Jin. Podczas gdy on dowodził armią centrum, zdobywając szereg dżurdżeńskich fortyfikacji na froncie północnym, Dżebe i Sübeetej atakowali w kierunku zatoki Pohaj, a Dżoczi spustoszył Shanxi. W trakcie tych walk na stronę Mongołów przeszło wielu koczowników służących Dżurdżenom, w szczególności Kitanów, a także niektórzy Chińczycy. Mongołowie rozbili główną armię Dżurdżenów w otwartej bitwie, jednak nie udało im się zdobyć żadnej z ich stolic i na początku 1212 roku wycofali się z większości zajętych terytoriów. Przez resztę 1212 roku Mongołowie nie prowadzili większych kampanii, jednak pozycja Dżurdżenów uległa dalszemu pogorszeniu w wyniku podniesionego przez Kitanów w Mandżurii buntu pod wodzą Yelü Liugego. W roku 1213 Mongołowie przeprowadzili kolejny atak, pustosząc północne części Hebei, Szantungu i Shanxi oraz docierając nawet do Huang He. Czyngis-chan zamierzał tym razem zdobyć centralną stolicę dynastii Jin, Zhongdu (dzis. Pekin), jednak zadanie to okazało się nadzwyczaj trudne. Na wiosnę 1214 roku zarówno zwierzęta, jak i ludzie w armii mongolskiej zaczęli chorować w ciepłym klimacie równiny. W tym momencie wśród Dżurdżenów doszło do zamachu stanu i cesarza Weishaowanga (1208–1213) zastąpił Xuanzong (1214–1223). Nowy cesarz zaproponował by Jin płaciło Mongołom trybut i ci przystali na te warunki. Kiedy jednak latem 1214 roku Dżurdżeni przenieśli stolicę do Kaifengu Czyngis-chan zinterpretował to jako przygotowanie do wojny i zaatakował ponownie. Opuszczone przez dwór i pozbawione nadziei na odsiecz Zhongdu 31 maja 1215 roku poddało się mongolskiej armii, która w znacznym stopniu składała się z byłych chińskich i kitańskich poddanych Jin. Mongołowie jednocześnie zdobyli dżurdżeńskie stolice zachodnią (Xijing; dzis. Datong), wschodnią (Dongjing; dzis. Liaoyang) i północną (Beijing, w Mandżurii). Nie był to koniec porażek Jin, ponieważ w roku 1214 wysłany w celu stłumienia buntu Yelü Liuge Puxian Wannu wykorzystał okazję do proklamowania się niezależnym władcą w Mandżurii, która tym samym została bezpowrotnie stracona, zaś w Szantungu wybuchła chłopska rebelia tzw. Czerwonych Płaszczy. W rezultacie tych wydarzeń terytorium Jin zostało zredukowane do regionu wokół Huang He i stało się ono państwem buforowym otoczonym przez Mongołów, Xixia, Czerwone Płaszcze w Szantungu i dynastię Song na południu.

Podboje Czyngis-chana

Czyngis-chan pod koniec 1215 roku powrócił do Mongolii, pozostawiając w Chinach swojego wodza Mukalego. Tymczasem Küczlük zaatakował mongolskich sojuszników w Azji Środkowej, w tym karłuckiego władcę Ałmałyku i Ujgurów. W odpowiedzi zimą 1216/1217 roku Czyngis-chan wysłał przeciwko Küczlükowi Dżebego. Ten umiejętnie wyzyskał wrogość miejscowej ludności wobec najmańskiego władcy i przyjął kapitulację dawnego baskaka Kara Kitajów, Hosimaili. Küczlük uciekł na południe, ale w roku 1218 Hosimaili na czele swych oddziałów doścignął go i zabił w rejonie Badachszanu. W tym samym czasie Dżoczi także walczył na zachodzie, gdzie wybuchło powstanie ludów leśnych, które stłumił na przełomie 1218 i 1219 roku. Pod koniec 1218 roku Mongołowie zajęli dawne terytoria Kara Kitajów i stanęli na granicy państwa Chorezmszahów. Jeszcze wiosną 1218 roku chorezmijski namiestnik Otraru zabił członków mongolskiej karawany i przejął ich majątek, zaś wysłani przez Czyngis-chana posłowie domagający się od chorezmszaha zadośćuczynienia za ten czyn zostali zabici. To wydarzenie stało się casus belli inwazji na Chorezm. Rozpoczęła się ona prawdopodobnie jeszcze w roku 1218 atakiem Dżebego na Ferganę. By mu się przeciwstawić Ala ad-Din Mohammad skoncentrował na tym kierunku wiele wojsk ściągniętych z innych regionów, osłabiając całościową obronę. Poza tym wbrew radom swoich dowódców nie zdecydował się on stawić czoła przeciwnikowi w otwartym polu, lecz rozproszył swoją armię tworząc z niej garnizony w poszczególnych miastach, co prawdopodobnie pozbawiło go wszelkich szans na zwycięstwo. Wiosną 1219 roku Dżoczi zaatakował tereny stepowe na północ od Syr-Darii, a latem Czyngis-chan wyruszył z głównymi siłami znad Irtyszu. Pozostawiając wojska dla oblegania Otraru, który ostatecznie padł w lutym 1220 roku po pięciomiesięcznym oblężeniu, skierował się on w stronę Buchary, by w marcu zdobyć zarówno to miasto, jak i Samarkandę. Na wieść o upadku Buchary chorezmszah wraz ze swoimi wojskami wycofał się za Amu-darię, by wkrótce w obliczu szybkości pochodu Mongołów uciec jeszcze dalej i ostatecznie schronić się na wyspie na Morzu Kaspijskim, gdzie zmarł na przełomie 1220 i 1221 roku. Przywódcą oporu wobec Mongołów stał się teraz syn Ala ad-Dina Mohammada, Dżalal ad-Din (1220–1231), który w 1221 roku zadał Mongołom jedyną poważną porażkę w tej kampanii w bitwie pod Parwanem. Jesienią tego roku Czyngis-chan pokonał go jednak w bitwie nad brzegami Indusu i zmusił do ucieczki do Indii. W trakcie najazdu Mongołowie dokonali straszliwych zniszczeń, doprowadzając m.in. do zagłady całych populacji takich miast jak Termez, Merw, Balch, Niszapur, Herat i Rej. Wysłani przez Czyngis-chana w pościg za Ala ad-Dinem Mohammadem Sübeetej i Dżebe dotarli do północnego Iranu, a następnie Kaukazu, gdzie dwukrotnie rozbili wojska gruzińskie, a potem różne plemiona kaukaskie i Kipczaków. Po przekroczeniu Kaukazu mongolscy wodzowie wkroczyli na stepy dzisiejszej południowej Rosji, gdzie w 1223 roku pokonali koalicję książąt ruskich i Kipczaków w bitwie nad Kałką. Niedługo przedtem lub potem Dżebe zmarł, ale Sübeetej dotarł aż nad Dniepr, by potem zawrócić na wschód i wdać się w krótkie starcie nad rzeką Kamą z Nadwołżańskimi Bułgarami. W 1224 roku wojska Sübeeteja dotarły do zachodniej Mongolii.
Do roku 1223 Turkiestan i Chorasan zostały opanowane przez Mongołów, którzy nie zajęli jednak południowego i zachodniego Iranu, umożliwiając tym samym Dżalal ad-Dinowi późniejsze zorganizowanie oporu w tym regionie po powrocie z Indii. Czyngis-chan wycofał większość swojej armii i dotarł nad Irtysz latem roku 1224, zaś do centralnej Mongolii na wiosnę 1225 roku. Pozostawiony przez niego w Chinach Mukali, mimo dysponowania stosunkowo niewielkimi siłami, w roku 1216 oczyścił z jednostek dżurdżeńskich dolinę rzeki Liao, by w roku 1218 podjąć dalszą ofensywę, zakończoną zdobyciem ważnej twierdzy Taiyuan. Wtedy też Mongołowie pierwszy raz wkroczyli na terytorium Korei, zmuszając dwór Goryeo do płacenia rocznego trybutu w zamian za wycofanie wojsk. Do końca roku 1219 tylko południowy skrawek prowincji Shanxi pozostawał poza mongolską kontrolą. W roku 1220 Mukali opanował Hebei i zaatakował zachodni Szantung, zdobywając Jinan. Względna łatwość tej kampanii była spowodowana zaangażowaniem się od 1217 roku wojsk Dżurdżenów w wojnie przeciwko dynastii Song. Pod koniec 1220 roku Mukali pokonał nową armię Jin w bitwie nad brodem Huanglingkang na południowym brzegu Huang He, w pobliżu Kaifengu, i w rezultacie Mongołowie rozciągnęli swoją kontrolę nad większością terytorium Dzurdżenów na północ od tej rzeki, z wyłączeniem wschodniego Szantungu, zajętego przez Czerwone Płaszcze, i Shaanxi, które pozostawało w rękach Jin. Po klęsce kolejnej kontrofensywy Dżurdżeni wysłali do Czyngis-chana posła z propozycją zawarcia pokoju, ten jednak zażądał by cesarz Jin przyjął niższy tytuł króla (wang), tym samym akceptując jego zwierzchność, i oddał Shaanxi, co zostało uznane za warunki nie do przyjęcia. W połowie 1221 roku Mukali rozpoczął kampanię w Shaanxi i wschodnim Gansu, by na wiosnę pozostawić w Shaanxi swojego zastępcę, a samemu zatrzymać nową ofensywę Jin w rejonie Shanxi. Jednak nawet po powrocie Mukalego jesienią 1222 roku Mongołowie nie byli w stanie zdobyć wielu kluczowych miast Shaanxi, a ich ofensywa zdecydowanie straciła rozpęd kiedy Tanguci wycofali swoje posiłki, a wczesną wiosną 1223 roku Mukali zmarł. W roku 1224 Dżurdżeni zawarli pokój z Songami i przerzucili swoje oddziały do południowego Shanxi, odzyskując część terytoriów. Także Czerwone Płaszcze wykorzystały sytuację poszerzając swoje terytorium w Szantungu i na krótko zajmując część Hebei. Czyngis-chan po swoim powrocie z zachodu nie zwrócił się jednak przeciwko Dżurdżenom, ale Tangutom. Kiedy Mongołowie rozpoczynali wojnę z Chorezmem, Tanguci nie przysłali żądanych przez nich posiłków. Później wsparli oni Mukalego, ponieważ sami prowadzili wojnę z Jin, jednak na początku 1223 roku niespodziewanie wycofali swoje oddziały. W tej sytuacji Czyngis-chan zaproponował nowemu władcy Xixia Weiming Dewangowi (1223–1226) by ten przysłał swojego syna jako zakładnika gwarantującego jego przyszłą lojalność, ten jednak nie tylko nie spełnił tego żądania, ale jesienią 1225 roku zawarł pokój z Dżurdżenami. W odpowiedzi Czyngis-chan zmobilizował wielką armię i rozpoczął metodyczny, miasto po mieście, podbój państwa Tangutów, atakując je od zachodu. Ostatni władca Xixia, Weiming Xian (1226–1227), poddał siebie i swoją stolicę po półrocznym oblężeniu we wrześniu 1227 roku. Państwo Xixia zostało całkowicie zniszczone, jego ród panujący niemal wytępiony, a Tanguci wymordowani lub rozproszeni. Niedługo jednak przed ich ostatecznym upadkiem, prawdopodobnie 26 sierpnia 1227 roku, Czyngis-chan zmarł.

### Ugedej

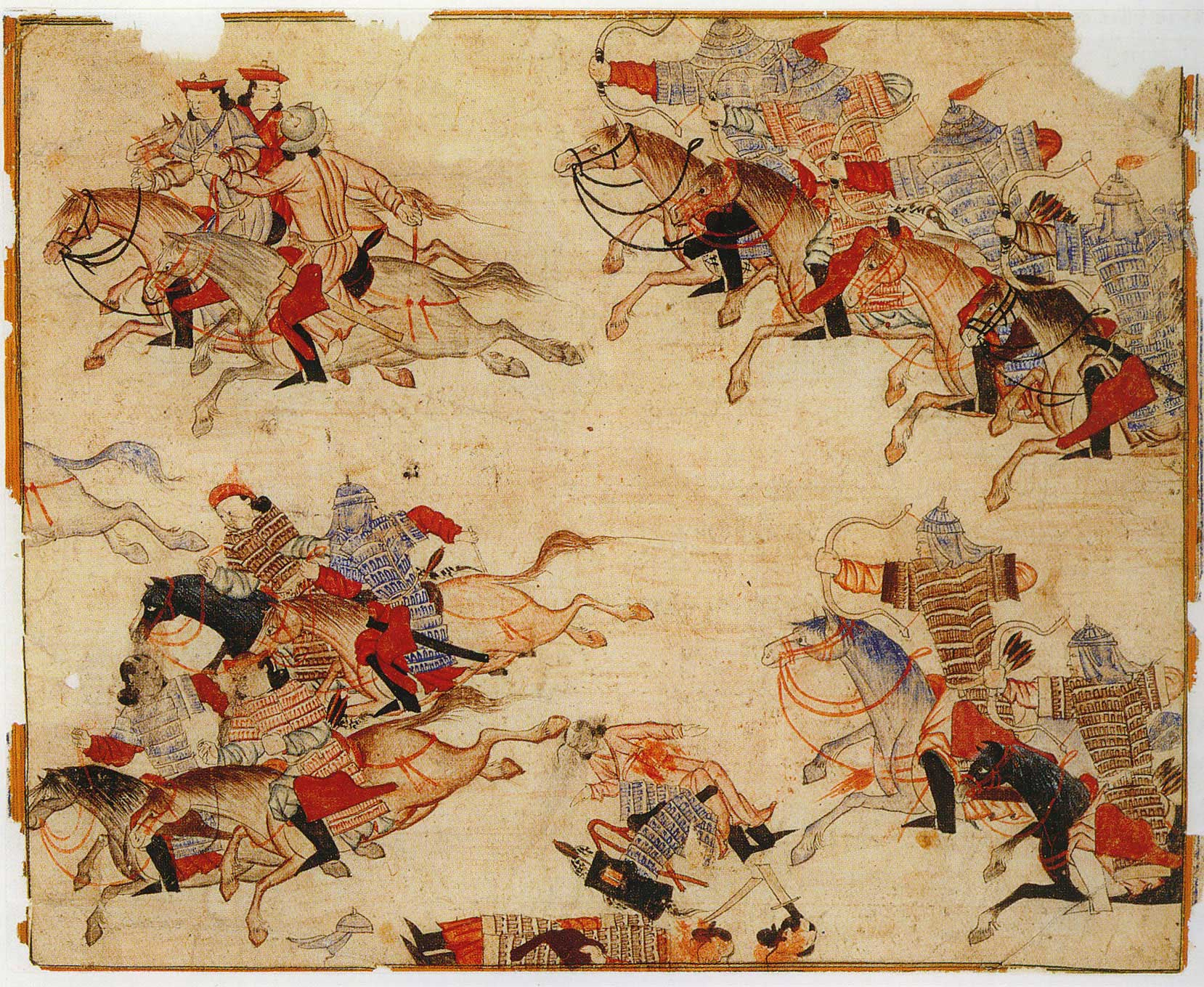
Mongolscy jeźdźcy ścigają pokonanych przeciwników. Ilustracja do Dżame at-Tawarich Raszidoddina. Pierwsza ćwierć XIV w., farby wodne na papierze. Albumy Dieza w zbiorach Staatsbibliothek zu Berlin

Pochodzenie Dżocziego, najstarszego syna Czyngis-chana, było wątpliwe, ponieważ urodził się on wkrótce po odbiciu Börte z niewoli Merkitów. Drugi syn Czyngis-chana, Czagataj, walcząc o sukcesję po ojcu nie wahał się sugerować merkickiego rodowodu swojego starszego brata. W sytuacji ostrego konfliktu pomiędzy swoimi dwoma najstarszymi synami Czyngis-chan desygnował na swojego następcę trzeciego z braci, Ugedeja (1229–1241). Ponadto zgodnie ze stepową tradycją jeszcze za swojego życia rozdzielił pomiędzy członków rodu panującego, tj. w szczególności swoich synów i braci, ułusy, czyli ludzi wraz z trzodami i pastwiskami. Synowie Czyngis-chana mieli otrzymać po 4 tys. żołnierzy każdy, wraz z odpowiednimi terytoriami. Według Dżowajniego Dżoczi otrzymał ziemie od Kajaliku i Chorezmu na wschodzie do Saksinu i Bułgaru na zachodzie, a stamtąd terytoria „tak daleko jak dotarły kopyta mongolskich koni”, co było prawdopodobnie aluzją do terenów rajdu Dżebego i Sübeeteja. Czagataj otrzymał ziemie rozciągające się od terytorium Ujgurów do Samarkandy i Buchary (bez tych miast), zaś jego sezonowe rezydencje leżały nad rzeką Ili, w okolicy miasta Ałmałyk. Ugedej otrzymał ziemie na północny wschód od jeziora Bałchasz, nad rzekami Imil i Czarny Irtysz w późniejszej Dżungarii. Jako najmłodszy (otczigin) Tołuj otrzymał koczowiska ojca, czyli prawdopodobnie doliny rzek Kerulen i Onon. To także Tołuj został regentem imperium po śmierci Czyngis-chana i kontrkandydatem Ugedeja, chociaż niezbyt mocno forsowanym. Jesienią 1229 roku zwołany nad Kerulenem kurułtaj potwierdził przekazanie władzy Ugedejowi, który jako pierwszy z władców imperium przyjął tytuł „kaana” (tur. kagan, w jęz. pol. tytuł ten zazwyczaj jest oddawany jako Wielki Chan), by w ten sposób odróżnić się od swoich używających tytułu „chan” braci.
Za Ugedeja Mongołowie kontynuowali ekspansję w trzech głównych kierunkach: przeciwko pozostałościom państwa Dżurdżenów, terenom Iranu i dalekiemu zachodowi, to jest ziemiom za Uralem, Rusi i Europie Wschodniej. Wielki Chan był osobiście najbardziej zainteresowany wojną z Jin i w trakcie inwazji przedsięwziętej w 1231 roku osobiście dowodził armią centrum atakującą Shanxi, podczas gdy armia lewego skrzydła najechała Szantung, a armia prawego skrzydła Shaanxi. Działający pod nominalnym zwierzchnictwem Tołuja Sübeetej dotarł do północnego Syczuanu i Mongołowie poprosili Songów o zgodę na przejście przez ich terytorium w celu zaatakowania Kaifengu od południowego wschodu. Kiedy ci odmówili, armia mongolska wywalczyła sobie przejście siłą. Sübeetej został otoczony przez dżurdżeńskiego dowódcę Wanyan Heda na ośnieżonej górze Sanfeng, jednak zaatakował przeciwnika podczas gwałtownej śnieżycy i zwyciężył. Po tym zwycięstwie odniesionym na początku roku 1232 pozycje Jin kompletnie się załamały i latem wszystkie trzy mongolskie kolumny osiągnęły rejon Kaifengu. W tym momencie Ugedej i Tołuj poważnie się rozchorowali i Wielki Chan zawarł rozejm, po czym powrócił wraz z bratem do Mongolii. Ugedej ostatecznie wyzdrowiał, ale Tołuj jeszcze w tym samym roku zmarł. Pozostawiony na czele wojsk mongolskich w Chinach Sübeetej dokonał sabotażu zawartego przez Ugedeja rozejmu i wzmocnił ataki na Kaifeng. W lutym 1233 roku ostatni cesarz Jin, Aizong (1224–1234), uciekł z oblężonego miasta, które w maju wpadło w ręce Mongołów. Aizong schronił się w Caizhou w południowym Henanie i poprosił Songów o pomoc. Ci jednak woleli podjąć próbę odzyskania terytoriów utraconych niegdyś na rzecz Dzurdżenów i zawarli sojusz z Mongołami. Aizong został teraz oblężony przez siły mongolskie i dynastii Song w Caizhou, by po kilku miesiącach desperackiego oporu odebrać sobie życie. Wraz z zajęciem Caizhou przez Mongołów 9 lutego 1234 państwo Dżurdżenow przestało istnieć. Po jego upadku siły Songów podjęły próbę zajęcia całego Henanu, jednak szybko zostały przepędzone przez Mongołów. Na kurułtaju w roku 1235 postanowiono dokonać podboju państwa Songów, ale przez pozostałą część panowania Ugedeja Mongołowie byli zajęci ekspansją na południu i zachodzie. Jednocześnie z najazdem na Jin Mongołowie zaatakowali także Koreę. Tajemnicza śmierć mongolskiego posła w roku 1225 posłużyła za pretekst do przedsięwziętej jesienią 1231 roku inwazji, która w grudniu tego roku zakończyła się otoczeniem stolicy Goryeo, Kaegyǒng (dzis. Kaesŏng). Dwór Goryeo przeniósł się jednak na wyspę Ganghwa w pobliżu wybrzeża Morza Żółtego i będąc w ten sposób poza zasięgiem nieprzyjacielskich wojsk odmawiał żądaniom Mongołów, pomimo straszliwych spustoszeń, jakich ci dopuścili się podczas kolejnych najazdów w latach 1232 i 1235-1239.
W Iranie jeszcze w roku 1228 Mongołowie zaatakowali Dżalal ad-Dina, jednak w bitwie pod Isfahanem 25 sierpnia 1228 roku ponieśli tak ciężkie straty, że wycofali się na północ. Systematyczny podbój pozostałości państwa Chorezmszahów rozpoczął się, kiedy w roku 1229 Ugedej wysłał do Iranu armię pod wodzą Czormagana. Sytuacja Mongołów była o tyle korzystna, że prowadzący ciągłe wojny ze swoimi sąsiadami Dżalal ad-Din 10 sierpnia 1230 roku poniósł klęskę w bitwie u stóp góry Jasy Czaman, w pobliżu Erzincanu, z koalicją sułtana Rumu i Ajjubidy Al-Aszrafa Musy (1218–1237). Armia Czormagana pojawiła się w Iranie wkrótce po tym wydarzeniu i Dżalal ad-Din był zmuszony uciekać przed jej pościgiem. W ciągu roku Czormagan zajął Tebriz i Maraghę, dwa główne ośrodki Azerbejdżanu Irańskiego i zarazem rezydencje chorezmszaha, zaś błąkający się w górach z garstką swych ludzi Dżalal ad-Din w sierpniu 1231 roku zginął z ręki Kurdów nieopodal Majjafarikinu (dzis. Silvan). Czormagan następnie dopilnował podporządkowania się Mongołom rządzących Farsem Salghurydów i Kermanem Kutlugchanów, by później rozpocząć oblężenie Isfahanu, który opierał się do roku 1235/1236. W roku 1237 Czormagan zajął Dżezirę. Jego siły potykały się często z wojskami Abbasydów, jednak nie podjęto wówczas żadnej większej kampanii przeciwko Bagdadowi. Najważniejszym osiągnięciem Czormagana był jednak podbój Azerbejdżanu i Arranu, które to terytoria w przyszłości miał stać się głównym ośrodkiem państwa Ilchanidów, oraz podporządkowanie Mongołom w latach 1236–1239 Królestwa Gruzji oraz szeregu lokalnych dynastii Zakaukazia.
Największy rozmach terytorialny w czasie panowania Ugedeja miały podboje na zachodzie. Jeszcze Czyngis-chan zlecił Dżocziemu zadanie podboju Kipczaków i Rusi, ten jednak go nie zrealizował przed swoją śmiercią w roku 1227. Już w roku 1229 Ugedej wysłał armię w sile trzech tümenów by oczyściła region dolnej Wołgi przed zamierzonym atakiem na zachód. Plemiona wschodnich Kipczaków stawiły jednak nadspodziewanie silny opór pod przywództwem lokalnego wodza, Baczmana (zm. 1236), opóźniając o kilka lat planowaną inwazję terenów za Uralem. Ostatecznie decyzję o wysłaniu wielkiej wyprawy na zachód podjęto na kurułtaju w roku 1235. Formalnie miał nią dowodzić syn Dżocziego Batu, jednak rzeczywistą kontrolę nad operacjami wojskowymi sprawował towarzyszący mu Sübeetej. Pierwszym celem ataku Mongołów była Bułgaria Wołżańsko-Kamska, która została przez nich podbita jesienią 1236 roku. W tym samym czasie dowodzący lewym skrzydłem mongolskiej armii Möngke (1251–1259) zaatakował Kipczaków. Jeden z ich wodzów, w źródłach chińskich nazywany Hulusuman, poddał się Mongołom jeszcze przed rozpoczęciem inwazji, jednak pokonanie i zabicie Baczmana wymagało przedsięwzięcia trudnego pościgu po bagnistych terenach delty Wołgi. Zimą 1236/1237 roku Möngke ostatecznie zdobył jednak jego położoną na wyspie bazę. Śmierć z rąk Mongołów spotkała też wodza Alanów. W grudniu 1237 roku Mongołowie zdobyli Riazań, a następnie jego los podzieliły kolejno Kołomna, Moskwa, Włodzimierz i Suzdal. Wielki Książę Włodzimierski Jerzy II (1212–1216, 1218–1238) został pokonany w dwóch bitwach, przy czym w drugiej z nich zginął. Na początku marca 1238 roku Mongołowie zajmowali czternaście miast, ale wiosenne roztopy zmusiły ich do zaniechania marszu na Nowogród i wycofania się na stepy. W tym samym roku udało im się jednak podporządkować sobie zamieszkujące rejon rzeki Ural ludy Burtas i Baszkirów oraz przedsięwziąć kolejny atak na Kipczaków, w rezultacie którego czterdzieści tysięcy z nich pod wodzą Kötena (zm. 1241) uciekło na Węgry. 26 grudnia 1238 roku Mongołowie splądrowali Sudak, po czym niemal dwa kolejne lata spędzili na konsolidacji dotychczasowych podbojów. W roku 1239 zajęli Czernihów i zniszczyli stolicę Alanów, a 6 grudnia 1240 roku zdobyli Kijów, „kończąc erę ruskiej historii”.
Po upadku Kijowa wojska Batu zajęły kolejne miasta Księstwa halicko-wołyńskiego. Jego władca, Daniel Halicki (1228–1264), uciekł na Węgry. To właśnie one były celem kolejnej kampanii Batu w Europie Wschodniej, jednak w celu uniemożliwienia wysłania posiłków Węgrom Mongołowie najpierw zaatakowali Polskę. Siły dowodzącego najazdem Ordy 13 lutego 1241 roku splądrowały Sandomierz, a 22 marca Kraków, zaś 9 kwietnia zniszczyły wojska polskich książąt w bitwie pod Legnicą, przy czym dowodzący nimi Henryk II Pobożny (1238–1241) zginął. Po tym zwycięstwie siły Ordy ruszyły na Morawy, by dołączyć do armii działającej na Węgrzech. Batu wraz z Sübeetejem wkroczyli na Węgry przez Przełęcz Werecką, podczas gdy inna mongolska armia uderzyła na Siedmiogród. Ze względu na fizyczne podobieństwo Kipczaków do Mongołów, jak i obecność ich pobratymców w armii tych ostatnich, wśród Węgrów pojawiły się pogłoski o ich współpracy z najeźdźcami. W rezultacie Köten został zlinczowany przez rozgniewany tłum, a ocaleli z pogromu Kipczacy wyruszyli na południe w kierunku Bułgarii, po drodze plądrując i walcząc z węgierskimi oddziałami zmierzającymi na miejsce koncentracji królewskiej armii. W rezultacie tego zamieszania i szybkości mongolskiego pochodu królowi Beli IV (1235–1270) nie udało się zmobilizować wszystkich dostępnych sił. Mimo to w stoczonej 11 kwietnia 1241 roku bitwie na równinie Mohi Mongołowie byli bliscy przegranej, i zwyciężyli, dopiero gdy Sübeetej obszedł pozycje nieprzyjaciela nad rzeką Sajó przeprawiając się po moście pontonowym w dolnym jej biegu. Po zniszczeniu armii Beli Mongołowie spalili Peszt, po czym pozostali na Węgrzech przez lato i jesień, zamierzając widocznie w nich pozostać. W Boże Narodzenie 1241 roku zniszczona została Buda, a mongolscy zwiadowcy dotarli aż na przedmieścia Wiednia. Bela schronił się w położonym na wyspie u wybrzeży Dalmacji mieście Trogir i ścigający go Kadaan nie był w stanie zmusić jego mieszkańców do wydania króla. Ugedej zmarł 11 grudnia 1241 roku i na wieść o tym na wiosnę 1242 roku Batu wraz ze swoją armią wycofał się z Węgier.

### Gujuk
Zgodnie z mongolskim prawem zwyczajowym po śmierci głowy rodziny jego wdowa administrowała pozostawionym przez nią majątkiem do czasu, gdy najstarszy syn osiągnął dojrzałość. Na tej podstawie regencję po śmierci Ugedeja objęła wdowa po nim, Töregene-katun, przy czym nie zawahała się ona przed dymisją lub wręcz zabiciem większości najwyższych urzędników jej męża, na których miejsce wprowadziła własnych faworytów, co spotkało się z opozycją wielu Czyngisydów. Najpoważniejszym kandydatem do objęcia dziedzictwa po Ugedeju był najstarszy syn jego i Töregene, Gujuk (1246–1248), lecz jego kandydatura była nie do przyjęcia dla głowy Ułusu Dżocziego, Batu, ponieważ od czasu ich sporów podczas wielkiej wyprawy na zachód ci dwaj potomkowie Czyngis-chana byli osobistymi wrogami. Batu odwlekał jak mógł odbycie kurułtaju, na którym mogłoby dojść do wyboru Gujuka, i w rezultacie okres interregnum po śmierci Ugedeja trwał aż cztery i pół roku. W tym czasie większe operacje wojskowe generalnie uległy zawieszeniu. Jedynie na Bliskim Wschodzie następca Czormagana, Bajdżu, w roku 1243 pokonał anatolijskich Seldżuków w bitwie pod Köse Dağ i zmusił ich do uznania mongolskiej zwierzchności, a w Chinach w ramach kampanii przeciwko Songom na południe od rzeki Huai zdobyto Shouchou (dzis. Shouchun w Anhui). Ostatecznie kurułtaj odbył się latem 1246 roku i pod nieobecność Batu (potomków Dżocziego reprezentował jego brat, Orda) Gujuk został obwołany Wielkim Chanem. Po objęciu tronu syn Ugedeja przywrócił do łask jego dawnych urzędników i bezlitośnie ukarał faworytów matki. Przystąpił także energicznie do przywracania autorytetu władzy centralnej, odwołując jarłyki i pajdze wydane po śmierci swojego ojca. Nie zawahał się również przed odebraniem rządów nad ułusem Czagataja jego wnukowi, Kara Hulagu, i mianowaniem na jego miejsce swojego przyjaciela, Jisü Möngke. Ambicją Gujuka było dalsze poszerzenie terytoriów Mongołów na zachodzie, to jest w Europie i na Bliskim Wschodzie, jednak wszelkie dalekosiężne kampanie nie były możliwe, dopóki w Ułusie Dżocziego rządził wrogi Wielkiemu Chanowi Batu. Stąd na wiosnę roku 1248 Gujuk wyruszył wraz ze swoją armią w kierunku Ułusu Dżocziego, jednak niedługo po rozpoczęciu wyprawy zmarł, prawdopodobnie otruty przez wysłanników Batu.

### Möngke

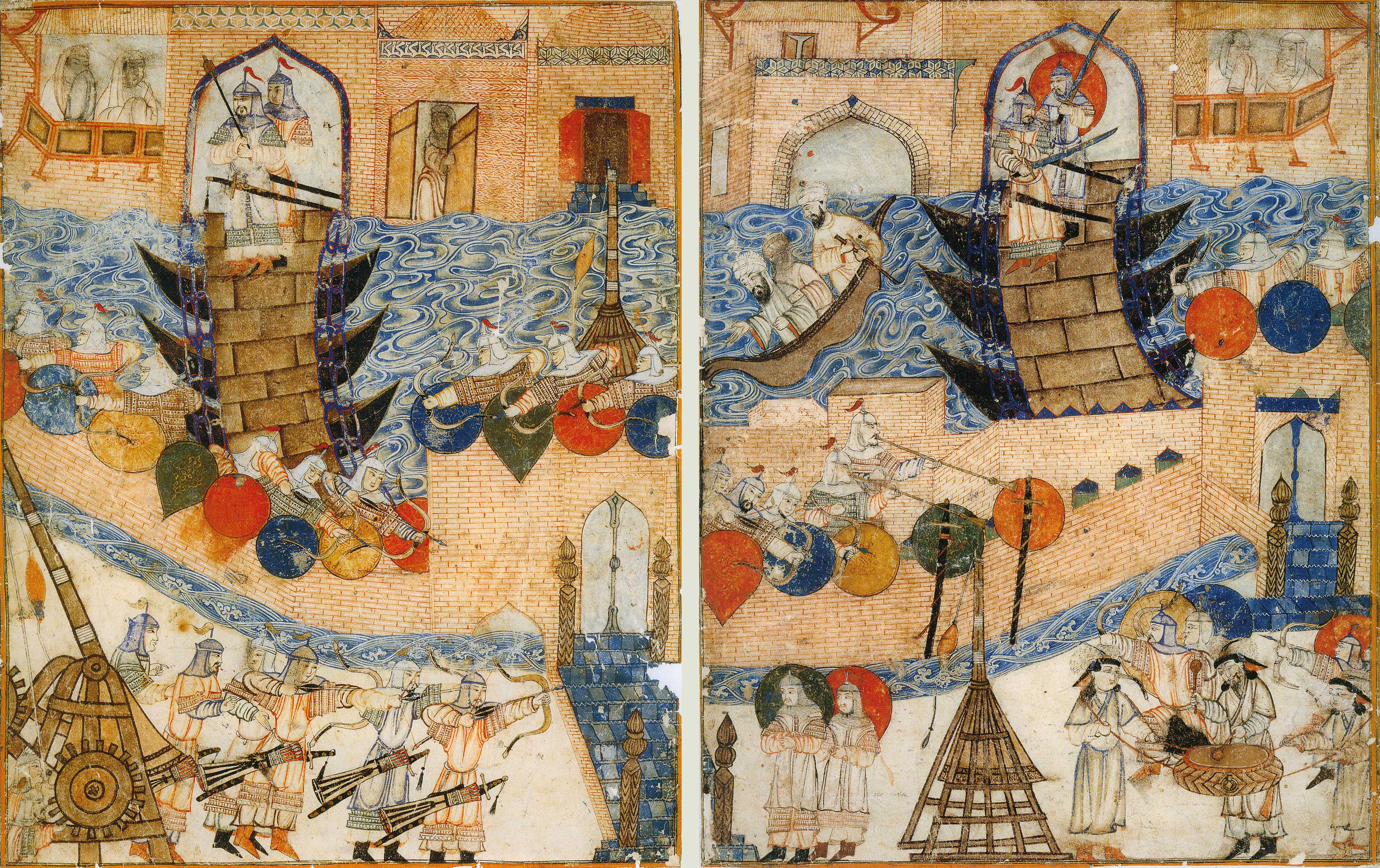
Zdobycie Bagdadu przez Mongołów. Ilustracja z Albumów Dieza. Początek XIV w., tusz i farby na papierze. Zbiory Staatsbibliothek zu Berlin

Po śmierci Gujuka regencję przejęła wdowa po nim, Oguł Kajmysz, którą Batu zmusił do złożenia przyrzeczenia, że pozostawi u władzy urzędników zmarłego Wielkiego Chana. Ugedeidzi nie byli w stanie zjednoczyć się wokół jednego kandydata, podczas gdy Dżoczydzi i Tołujidzi osiągnęli porozumienie wokół kandydatury najstarszego syna Tołuja, Möngkego (1251–1259). W roku 1250 zorganizowany przez nich na terytorium Dżoczydów kurułtaj obwołał Möngkego Wielkim Chanem przy obecności niewielkiej tylko liczby przedstawicieli Ugedeidów i Czagataidów. Protesty Ugedeidów, którzy zaczęli kwestionować legalność wyboru Möngkego, sprawiły, że zwołano drugi kurułtaj, tym razem w tradycyjnym regionie pomiędzy Kerulenem a Ononem. W lecie 1251 roku potwierdził on wybór Möngkego, po czym nastąpiła krwawa rzeź potomków Ugedeja i Czagataja, którzy mieli podobno próbować zamachu stanu. Ułus pozostałych przy życiu potomków Ugedeja został zamieniony w zespół porozrzucanych po terytorium Azji Wewnętrznej apanaży, a terytorium ułusu Czagataja w Mawarannahrze uległo ograniczeniu na rzecz Dżoczydów. W ten sposób „Möngke zabezpieczył swą pozycję, ale zła wola pozostała i ostatecznie znalazła odbicie w długotrwałym oporze w stosunku do władzy jego i jego następców ze strony Kajdu, który ustanowił konkurencyjny reżim w Syberii i innych”. Jednocześnie chociaż Dżoczyci utrzymywali przyjazne stosunki z nowym Wielkim Chanem, który tron zawdzięczał poparciu Batu, to władza nad nimi miała charakter czysto nominalny, zaś „stosunki [Möngkego] z dzielnicą Dżocziego układały się na zasadzie sojuszu między suwerennymi państwami”.
Na kurułtaju roku 1251 podjęto także decyzje o dalszych podbojach na terenie Bliskiego Wschodu, Korei i Chin. Wysłany na Bliski Wschód brat Möngkego, Hulagu (1256–1265), wezwał miejscowych władców do podporządkowania się Mongołom, zapewniając że ich celem jest zniszczenie nizarytów (asasynów), którzy kontrolowali wiele niedostępnych twierdz, zagrażając mongolskiemu panowaniu. Odzew był błyskawiczny, „gremialnie przybywali władcy z Azji Mniejszej, Zachodniego Iranu (tzw. Irak Perski), Chorasanu, Azerbejdżanu, Gruzji, Arranu, którzy obawiając się gniewu Hulagu, deklarowali swoją pomoc w wyprawie przeciwko asasynom”. W roku 1256 Hulagu zdobył szereg twierdz nizarytów i doprowadził do poddania się ich przywódcy, Chorszaha (1255–1257). Na rozkaz Möngkego pojmani nizaryci z Chorszahem na czele zostali zabici. W tym samym roku wysłany przez Hulagu Bajdżu ponownie podbił seldżucką Anatolię, pokonując sułtana Kajkawusa (1246–1260) w bitwie pod Akseraj. Po zniszczeniu nizarytów Hulagu wezwał do podporządkowania się kalifa Al-Mustasima (1242–1258), a spotkawszy się z odmową wyruszył przeciwko jego stolicy, Bagdadowi. Miasto padło w lutym 1258 roku i Mongołowie zabili zarówno kalifa, jak i większość jego mieszkańców. W międzyczasie przedsięwzięto szereg kampanii towarzyszących, zdobywając mniejsze miasta Iraku i zachodniego Iranu oraz atakując Sistan i Kaszmir.
Czwarta mongolska wyprawa na Koreę w roku 1253 doprowadziła do tego, że rok później Goryeo przysłało na zakładnika następcę tronu księcia Jeona (1259–1274) i rozpoczęło płacenie trybutu. Jednak król Gojong (1213–1259) nadal ociągał się z osobistym złożeniem hołdu Wielkiemu Chanowi. W rezultacie Mongołowie przedsięwzięli trzy kolejne ekspedycje w latach 1254, 1255 i 1257, podczas których Goryeo poniosło wielkie straty materialne i w ludziach. Niemniej Korea podporządkowała się Mongołom dopiero po śmierci Gojonga, kiedy powracający z mongolskiego dworu książę Jeon objął władzę jako Wonjong. W Chinach Möngke nakazał swojemu bratu Kubiłajowi (1260–1294) podbić Królestwo Dali w Junnanie, czego ten dokonał w latach 1253–1254. Podboju Junnanu dokończył syn Sübeeteja, Uriangkadaj, który po pokonaniu lokalnych plemion w roku 1257 zaatakował Wietnam, po zdobyciu Hanoi zmuszając jego władcę do uznania zwierzchności imperium mongolskiego. W rezultacie ziemie Songów zostały okrążone od południa. W roku 1258 Möngke osobiście zaatakował Syczuan, zajmując w nim szereg miast. W roku 1259 do ataku przyłączyły się armie Kubiłaja, który wyruszył przeciwko miastu Ochou (dzis. Wuchang) w środkowym biegu Jangcy, Taghaczara, atakującego Huainan (dzis. Anhui), i Uriangkadaja, z południowego Junnanu mającego połączyć się z Kubiłajem. Ten koncentryczny atak na Song załamał się jednak, kiedy Möngke zmarł 11 sierpnia 1259 podczas oblężenia Hechou (dzis. Hechuan), prawdopodobnie na skutek zarazy.

### Rozpad imperium

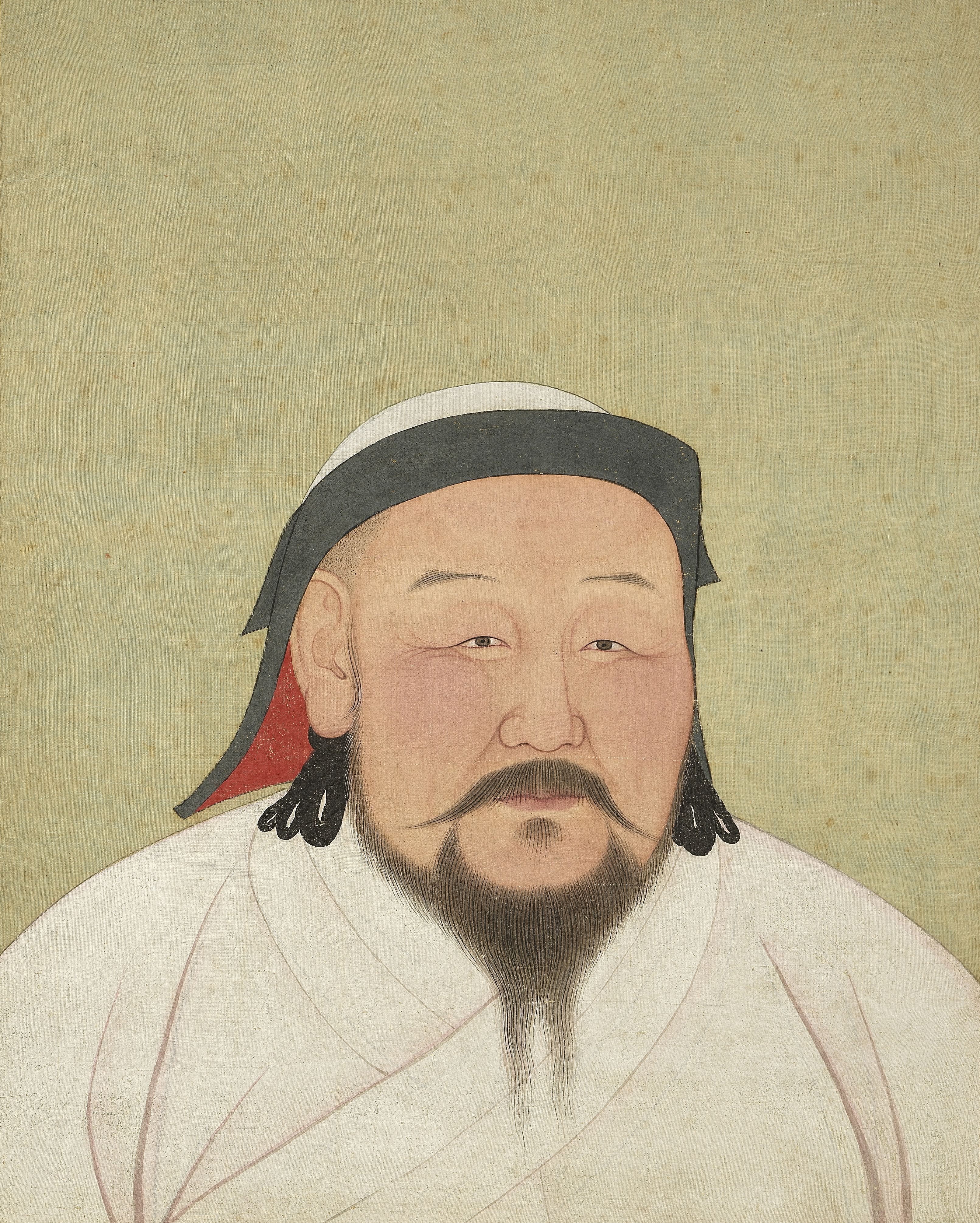
Kubiłaj

Zanim Möngke wyruszył do Chin, pozostawił w Karakorum swojego najmłodszego brata, Aryka Bögego (zm. 1266), który rozpoczął przygotowania do przejęcia władzy. Na wieść o tym Kubiłaj pospiesznie zorganizował kurułtaj w pobliżu ośrodka swoich posiadłości w Chinach, Kaiping, gdzie 5 maja 1260 roku ogłoszono go Wielkim Chanem. Aryk Böge nie uznał tego odbytego pod nieobecność większości Czyngisydów kurułtaju za legalny i wkrótce jego zwolennicy proklamowali go Wielkim Chanem w Karakorum. W ten sposób rozpoczęła się wojna pomiędzy braćmi. Aryk Böge był popierany przez nowego chana ułusu Dżocziego, Berke (1257–1266), podczas gdy regentka ułusu Czagataja, Organa-katun, próbowała zachować neutralność. Obaj bracia próbowali zagarnąć dla siebie zasoby Czagataidów – Kubiłaj wysłał w tym celu wnuka Czagataja Abiszkę, jednak Aryk Böge zabił go i wysłał na zachód własnego protegowanego, Ałgu (1261–1266). Zamieszanie panujące w Azji Środkowej pogłębiał bunt wnuka Ugedeja, Kajdu (1271–1301), który już w roku 1256 aresztował wysłannika Möngkego, teraz zaś zmierzał do zaognienia konfliktu pomiędzy potomkami Tołuja, mając nadzieję na zniszczenie potęgi ich rodu. Oprócz tego istniały także napięcia pomiędzy Berke a Hulagu. Za czasów Batu Iran, a w szczególności Azerbejdżan, był uważany za część ułusu Dżocziego, wysłany zaś na te tereny przez Möngkego Hulagu zaczął podporządkowywać miejscową administrację sobie. Ponadto Berke był muzułmaninem i miał protestować przeciwko atakowaniu, a następnie zabiciu kalifa. W rezultacie zagrożony Hulagu czuł się zmuszony do wycofania wraz z większością swych sił z Syrii, gdzie prowadził kampanię przeciwko Ajjubidom i Mamelukom. Pozostawiony na czele pomniejszonej armii dowódca Hulagu, Kitboga, został pokonany przez Mameluków w bitwie pod Ajn Dżalut 3 września 1260 roku i „był to koniec panowania Mongołów w Syrii i Egipt uwolnił się od groźby mongolskiego najazdu”.

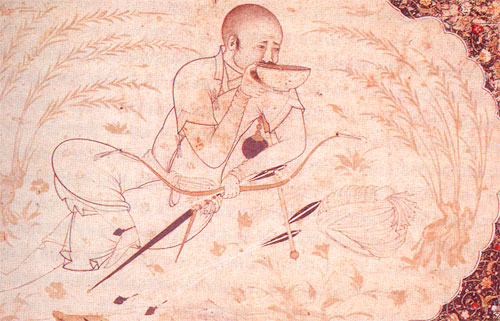
Hulagu

Wzbierająca wojna domowa w imperium mongolskim zahamowała nie tylko jego ekspansję na Bliskim Wschodzie. W roku 1259 Berke przedsięwziął najazd na Polskę i jego dowódca Burundaj splądrował Kraków i Sandomierz, uprowadzając na stepy ogromną liczbę jeńców. Siły mongolskie zaatakowały też Litwę i Prusy. Po najeździe na Polskę, w 1260 lub początku 1261 roku, Berke wysłał poselstwo do Ludwika IX (1226–1270) z żądaniem poddania się, równocześnie naciskając na Belę IV by ten zawarł przymierze z Mongołami i stanął u ich boku w kampanii przeciwko łacińskim sąsiadom. Berke jednak nigdy nie zrealizował swoich planów inwazji na Europę. Wojna pomiędzy nim a Hulagu wybuchła ostatecznie w roku 1261 i doszło do masakry oddziałów Dżoczydów, które służyły w Iranie. Część sił Dżoczydów zbiegła do Mameluków, gdzie otrzymała azyl od sułtana Bajbarsa (1260–1277) i została wcielona do jego armii. W roku 1262 Berke zawarł sojusz z Bajbarsem i „był to pierwszy przypadek, kiedy książę mongolski okazał gotowość do nawiązania przyjaznych stosunków z zewnętrzną (i nadal niepodporządkowaną) siłą, dzieląc z nią wrogość wobec mongolskich współbraci”. Usadowiony w Karakorum Aryk Böge potrzebował dostaw żywności z Chin, które kontrolował Kubiłaj. W związku z tym przeniósł swoją bazę do rolniczej kolonii Kem-Kemdżij w dzis. Tuwie i ziem Kirgizów nad Jenisejem (dzis. Chakasja). W sierpniu Kubiłaj zajął Mongolię, a 27 października tego roku wodzowie Aryka Böge zostali pokonani pod Guzang (dzis. Wuwei). Kubiłaj wrócił do Chin, a w następnym roku Aryk Böge przepędził jego garnizony w Mongolii. Podczas jej powtórnej inwazji Kubiłaj pokonał siły swojego brata 27 listopada 1261 roku w bitwie nad jeziorem Szimu’ultu (na północ od dzisiejszego Zhangjiakou), jednak straż tylna Aryka Böge pod wodzą syna Möngkego Asudaja zadała ciężkie straty zbyt pewnym siebie po odniesionym zwycięstwie oddziałom przeciwnika. Bitwy, zimno i blokada zdziesiątkowały jednak siły Aryka Böge. Dodatkowo kiedy zaczął on dokonywać rekwizycji na terytoriach podlegających Ałgu, ten w roku 1262 przeszedł na stronę Kubiłaja. Mimo że Asudajowi udało się pokonać Ałgu, sytuacja pozbawionego wystarczającego zaopatrzenia Aryka Böge stawała się krytyczna. Zimą 1263/1264 roku rozpoczęły się dezercje z jego obozu i w obliczu kolejnego ataku Kubiłaja Aryk Böge poddał się swojemu bratu 21 sierpnia 1264 roku. Aryk Böge zmarł w niewoli w 1266 roku, co dało pożywkę spekulacjom na temat jego otrucia.

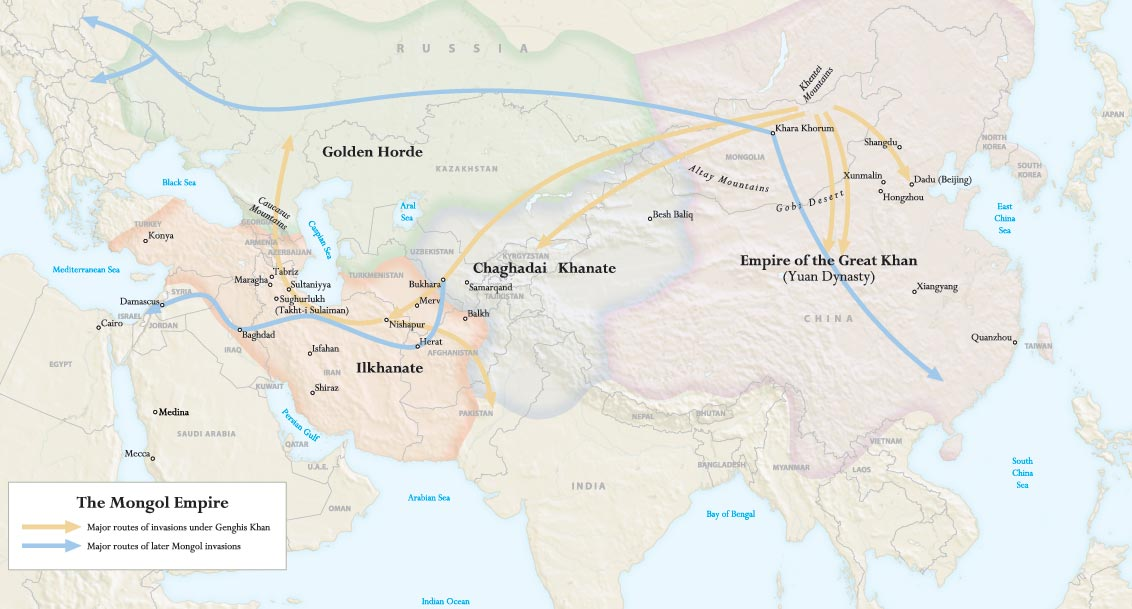
Chanaty mongolskie

Pomimo pokonania swojego brata Kubiłajowi nie udało się przywrócić jedności mongolskiemu imperium. Jego władzy nadal nie uznawał Kajdu oraz Berke, a wkrótce wypowiedział mu posłuszeństwo także nowy chan ułusu Czagataja, Barak (1266–1271). W związku z tym Kubiłaj został odcięty od uznającego jego autorytet Hulagu w Iranie, który założył tam dynastię Ilchanidów, i jego zwierzchność nad tymi ostatnimi miała charakter czysto nominalny. Kubiłaj w roku 1266 przeniósł stolicę z Karakorum do Dadu (dzis. Pekin) i poświęcił większość swojej energii podbojowi Chin, a nie pokonaniu swoich mongolskich rywali. W roku 1271 przyjął on chińską nazwę Yuan dla założonej przez siebie w Chinach dynastii i zaczął występować przed swymi chińskimi poddanymi wyposażony we wszystkie tradycyjne atrybuty cesarza, z popieraniem kultu przodków i wystawieniem ołtarza Konfucjuszowi włącznie. Ten krok w stronę sinizacji był tylko elementem szerszego procesu przyjmowania przez Mongołów na zajmowanych terytoriach kultury, religii, a często także języka ludów podbitych. Na zachodzie imperium odpowiednikiem sinizacji była stopniowa islamizacja, czego przykładem może być nawrócenie Berke, a także późniejsze Ghazana (1295–1304), Özbega (1313–1341) i Tarmaszirina (1331–1334). W rezultacie „mówiący różnymi językami, pokładający zaufanie w różnych religiach i dążący do różnych celów w różnych habitatach Mongołowie nie mogli dłużej stanowić jednego organizmu politycznego”. Terytorium imperium stało się areną walk pomiędzy poszczególnymi gałęziami rodu Czyngis-chana, które utworzyły faktycznie samodzielne państwa. W roku 1304 następcy Kubiłaja, Temürowi Öldżejtü (1294–1307), po pokonaniu Kajdu udało się zawrzeć pokój z jego synem Czeperem (1303–1306) i na powrót doprowadzić do uznania jego zwierzchnictwa przez wszystkich Czyngisydów. Jednak już rok później ponownie wybuchła wojna, co było widomym świadectwem tego że rezydujący w Chinach Wielki Chan faktycznie nie kontroluje zdolnych do prowadzenia całkowicie samodzielnej polityki wyłonionych z dawnych ułusów państw. Pomimo tego że okresowo ich przywódcy nadal nominalnie uznawali zwierzchność Wielkiego Chana, to na początku XIV wieku ostatecznie ukształtowały się cztery odrębne państwa sukcesyjne po imperium mongolskim: założona przez Kubiłaja dynastia Yuan w Chinach, Ułus Dżocziego (Złota Orda) w Europie Wschodniej oraz części zachodniej Syberii i Azji Środkowej, Chanat Czagatajski w reszcie Azji Środkowej i Ilchanat w Iranie.

## Organizacja i aspekty polityki

### Ród Bordżiginów i jego ułus

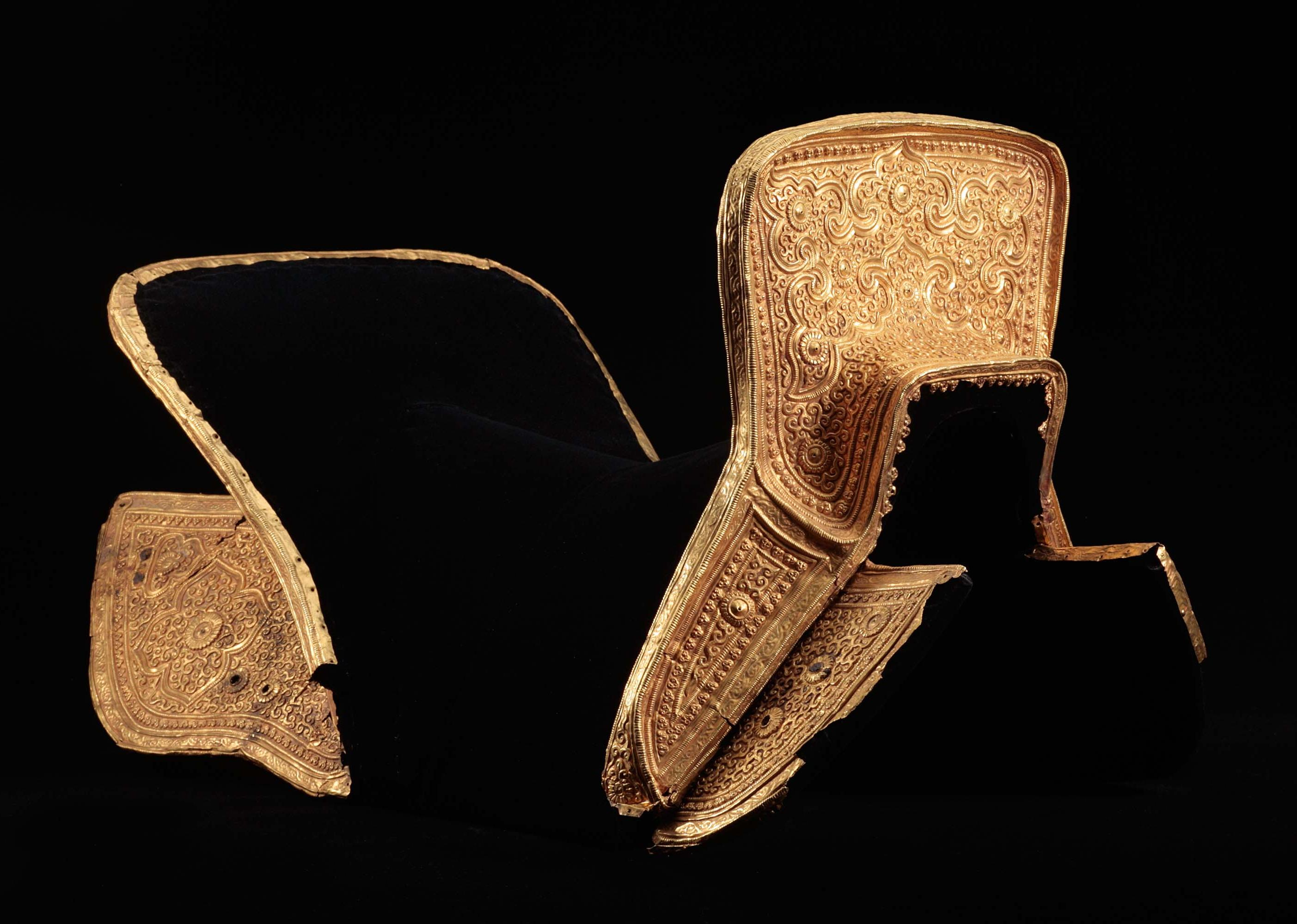
Łęk i pasowania siodła wykonanego na terenie Imperium Mongolskiego w pierwszej połowie XIII w. Wykonane ze złota techniką repusowania, z pozostałościami żelaznych nitów. Hojne użycie złota, które pokrywało całe siodło oprócz samego siedziska, wskazuje na to że najprawdopodobniej należało ono do ważnego członka rodu panującego. Zbiory The Nasser D. Khalili Collection of Islamic Art

Tajna historia Mongołów, jedyne zachowane do naszych czasów źródło z tego okresu pochodzące bezpośrednio od Mongołów opisuje świat w którym jedynymi organizacjami politycznymi były wspomniane na samym początku tego artykuły rody (obog) i plemiona (irgen). W tym świecie ciągłych utarczek i rajdów ludzie, a czasami całe klany, byli porywani, by później tworzyć najniższą, służebną warstwę (ötegü booł) swojego nowego plemienia. Także wolni wojownicy często zmieniali przynależność rodowo-plemienną by związać się z odnoszącym sukcesy wodzem jako jego towarzysze (nökör). Podsumowując, „plemię nie było grupą posiadającą wspólne pochodzenie, ale składało się z różnorakich elementów, których jedność miała charakter czysto polityczny. Plemienne genealogie reprezentowały dokonywane ex post facto próby zilustrowania i legitymizowania długotrwałego związku pośród skądinąd ciągle zmieniających się form sojuszy”. W trakcie podboju Wyżyny Mongolskiej Czyngis-chan zastosował drastyczne środki w stosunku do plemion, które stawiły największy opór, takich jak Tatarzy, Kereici, Merkici i Najmanowie, niszcząc je całkowicie poprzez systematyczną redystrybucję ich pozostałych przy życiu członków pomiędzy różnymi jednostkami wojskowymi. Podobna polityka była stosowana także później w stosunku do innych ludów podbitych, takich jak Tanguci czy Kipczacy. „Rozproszenie i przydzielanie członków plemion (i innych) do osobistych armii czyngisydzkich książąt stało się normą. Zdarzały się wielojęzyczne jednostki składające się z Ujgurów, Karłuków, Turkmenów, Kaszgarczyków i mieszkańców Kuczy”. W przeciwieństwie zatem do wcześniejszych stepowych imperiów Mongołowie nie zaabsorbowali istniejących plemion, lecz rozproszyli ich członków po całej Azji Wewnętrznej, niszcząc dotychczasową strukturę plemienną. Dotyczyło to także plemion, które nie stawiały większego oporu, lub poddały się bez walki. Takiemu rozproszeniu pomiędzy różnymi grupami ulegli nawet sami Mongołowie. „W ten sposób powstały nowe organizmy, winne dynastii imperium oddanie, które przekraczało i zastępowało stare plemienne i klanowe afiliacje”.
Dynastią imperium był dawny ród rządzący plemienia Mongołów, Bordżiginowie. W trakcie walki Czyngis-chana o przywództwo zginęli właściwie wszyscy jego wujowie i najbliżsi kuzyni i odtąd za należących do Bordżiginów uważano jedynie potomków Jesügeja, to jest Czyngis-chana i jego czterech braci – Kasara, Kaczi'una, Temüge Otczigina i Belgüteja. Zgodnie ze stepowym zwyczajem mongolskie podboje były uważane za „wspólną własność imperialnej rodziny (ałtan orug) jako całości, włącznie z jej żeńskimi członkami” i „chociaż przewodził jemu kagan w rezultacie imperium było rządzone jak firma rodzinna”. Imperialny klan „rościł sobie prawo do kolektywnej kontroli nad imperium jako częścią wspólnego ułusu [...]. Oczekiwał on przydzielania określonej części wszystkich łupów, włącznie z plemiennymi grupami, oraz prawa do konsultacji przy rządzeniu imperium. Znajdowało to wyraz w instytucji kurułtaju, w którym brali udział wszyscy członkowie imperialnego klanu, wybierając nowego chana i podejmując istotne decyzje. Znajdowało to także wyraz w idei rządów jako ciągłego dżargu, prawnego dochodzenia nad dystrybucją łupów, w którym biorą udział wszystkie zainteresowane strony”. W sumie zatem każdy członek rodziny panującej miał prawo do udziału (kubi) we wszelkich korzyściach wiążących się z istnieniem imperium. Oprócz podziału łupów wojennych przejawiało się to w przydzielaniu przez Czyngis-chana w różnych okresach jego panowania tzw. ułusów, który to termin zależnie od kontekstu jest tłumaczony na języki europejskie jako „nadanie”, „patrymonium”, „apanaż” lub „państwo”. Ułusy rozdzielone przez Czyngis-chana w zasadzie były nadaniami grup ludzi mających służyć poszczególnym członkom rodziny, jednak wraz z nimi przydzielano także pozwalające się utrzymać koczownikom pastwiska. Czterej bracia Czyngis-chana otrzymali ułusy po wschodniej stronie pasma Wielkiego Czinganu, podczas gdy jego trzej synowie Dżoczi, Czagataj i Ugedej mieli swoje apanaże na zachód od Ałtaju. Pomiędzy nimi znajdowały się ziemie należące do panującego Wielkiego Chana i potomków Tołuja. Nie były to wszystkie apanaże przydzielone przez Czyngis-chana – posiadane przez nas źródła nie są ze sobą całkowicie zgodne w tej kwestii, ale według niektórych z nich swój ułus miała otrzymać m.in. także matka Czyngis-chana Höelün, jego syn z żony niższej rangi Kolgen, jego córka Ałakaj-beki, a nawet pewni zasłużeni dowódcy.
Polityka przyznawania apanaży członkom rodziny panującej na nowo podbitych terytoriach była kontynuowana przez Ugedeja i Möngkego. W rezultacie np. potomkowie Czagataja posiadali nie tylko ziemie koczowników wokół Ałmałyku, ale także miasta Kas (dzis. Beruniy) i Chiwa w Chorezmie, prefekturę Taiyuan w chińskiej prowincji Shanxi i pewne miasta w Iranie, zaś „imperium było poprzecinane siecią zazębiających się ze sobą apanaży co powodowało że każdy książę był bezpośrednio zainteresowany sprawami każdego regionu”. Proces rozpadu imperium polegał na przemianie ułusów, składających się czasem z posiadłości rozrzuconych po całym jego terenie, w zwarte terytorialnie jednostki. Za charakterystyczne można tutaj uznać działania Ałgu, który gdy w roku 1261 pojawił się w Azji Środkowej nie tylko zajął posiadłości składające się na ułus Czagataidów, ale także inne terytoria dzierżone przede wszystkim przez Dżoczydów oraz potomków Ugedeja, jak również znajdujące się dotychczas pod zarządem Wielkiego Chana, w tym Bucharę i Samarkandę. „Jego celem była przemiana niewielkiego zbioru zazębiających się ze sobą czagatajskich apanaży w duże, zwarte terytorialnie dominium. W tym sensie Ałgu jako pierwszy próbował uczynić z dziedziny Czagataidów prawdziwy chanat”. W ten sposób niektóre ułusy z apanaży członków rodziny panującej przekształciły się w prawdziwe państwa. Spośród ułusów rozdzielonych przez Czyngis-chana stało się tak jedynie w przypadku tych przyznanych dwóm jego najstarszym synom – ułusu Dżocziego i ułusu Czagataja. Potomkowie Tołuja opierając się na jego posiadłościach stworzyli nowe państwo, Cesarstwo Yuan, w Azji Wschodniej, a ponadto wykroili dla siebie kolejne, dominium Ilchanidów, na Bliskim Wschodzie. Kapitulacja Czepera przed Wielkim Chanem w roku 1310 oznaczała koniec istnienia ułusu potomków Ugedeja, trzeciego syna Czyngis-chana i jego bezpośredniego następcy. W roku 1287 potomkowie braci Czyngis-chana podnieśli bunt przeciwko Kubiłajowi pod przywództwem Najana, potomka Belgüteja, i klęska tej rebelii doprowadziła do zniesienia ich ułusów. Pomimo faktycznego rozpadu imperium dochody z apanaży były w miarę możliwości przesyłane pomiędzy poszczególnymi państwami Czyngisydów aż do połowy XIV wieku. Jako sojusznicy Ilchanidzi i dynastia Yuan wysyłali administratorów i otrzymywali dochody ze swoich apanaży znajdujących się na terytorium drugiej strony tak często jak na to pozwalała komunikacja, aż do upadku Ilchanidów w roku 1335. Cesarze dynastii Yuan jeszcze powiększyli apanaże Dżoczydów w Chinach i od roku 1339 regularnie przesyłali dochody z nich Özbegowi i jego synom, dopóki rebelie w obu państwach nie doprowadziły do zerwania komunikacji.
Terytoria które nie zostały rozdzielone pomiędzy członków rodziny panującej tworzyły „ułus centrum” (kol-un ułus), bezpośrednio administrowany przez Wielkiego Chana. Przynajmniej początkowo należały do niego wszystkie terytoria zamieszkiwane przez ludność osiadłą, która nie była rozdzielana pomiędzy członków dynastii. Z biegiem czasu odstępowano jednak od tej zasady, przydzielając dochody z określonych regionów lub rzadziej wprost ich ludność. Symptomatyczny dla kolegialnego charakteru imperium był skład jego armii oraz regionalnej administracji. Ta pierwsza bowiem składała się z kontyngentów dostarczanych przez poszczególne gałęzie dynastii, zaś regionalne administracje Chin, Turkiestanu i Iranu obok urzędników wyznaczonych przez Wielkiego Chana obejmowały także przedstawicieli innych linii Czyngisydów. Rządy trzech pierwszych następców Czyngis-chana były naznaczone „próbami kagana wzmocnienia swojego autorytetu nad apanażami i równie niestrudzonymi wysiłkami książąt do poszerzania swoich posiadłości oraz uzyskania bezpośredniego dostępu do dochodów z ludności osiadłej, które zostały im podarowane”. Dla przykładu Czagataj zaczął traktować część sąsiadującego z jego apanażem Mawarannahru jako swoją własność, zaś Ugedej łaskawie nie ścigał jego wykroczenia, a nawet podarował mu sporne terytorium. Tego rodzaju postępowanie wiązało się z pozycją jaką Ugedej zajmował w stosunku do swoich braci i innych krewnych. Czyngis-chan, który po ostatecznym podboju Wyżyny Mongolskiej nie miał żadnych konkurentów wśród własnego rodu sprawował właściwie jednoosobową, autokratyczną władzę, co jednak było czymś nietypowym dla stepowych federacji. W przypadku jego następców „każdy z nich był jednym z jego potomków i zasiadał, jak to wyraził Ugedej, «na gotowym tronie». [...] Wprawdzie powierzając jednemu ze swoich krewnych tron kagana zobowiązywali się do posłuszeństwa wobec niego, ale i on przyjmował na siebie obowiązek przestrzegania Jasy, która nie dawała mu nieograniczonej władzy nad innymi «synami» złotego rodu. Następcy Czyngis-chana w znacznie większym stopniu musieli się liczyć z opiniami swoich krewniaków, wyrażanymi na kurułtajach czy przy innych okazjach”.
Wynikało to także z niejasnych wśród turecko-mongolskich koczowników zasad sukcesji. Najważniejszą rolą przywódcy było prowadzenie wojen, stąd Wielki Chan przede wszystkim powinien posiadać talent wojskowy. „I jaki mógł być lepszy dla narodu koczowników sposób wyboru najbardziej uzdolnionego członka królewskiego klanu niż zobaczenie, który syn, brat, wuj, wnuk, lub bratanek zmarłego władcy zdobędzie wielki chanat w wewnętrznej wojnie? Spektakl ponownego podboju przez nowego Wielkiego Chana swojego własnego ludu po śmierci poprzednika był czymś zwyczajnym, właściwie niemal regularnym wydarzeniem w historii stepowych koczowników. W trakcie samego procesu pokonywania rywali zwycięski kandydat ponownie podporządkowywał wszystkie plemiona władzy Wielkiego Chana reintegrując je i czyniąc je kolektywnie silnymi”. Joseph Fletcher na określenie takiego sposobu wyznaczania władcy używał celtyckiego pojęcia „tanistry”, definiując je jako „zasadę sukcesji zgodnie z którą tron powinien odziedziczyć najbardziej utalentowany męski członek klanu, zazwyczaj w drodze morderstwa lub wojny”. Według niego kurułtaj był raczej ceremonią obwołania władcą wyłonionego już wcześniej zwycięzcy, jedynie w wyjątkowych okolicznościach rzeczywiście dokonując wyboru panującego.
Czyngis-chan posiadał tak wielki autorytet że był w stanie zapewnić władzę wyznaczonemu przez siebie następcy i stąd po jego śmierci imperium uniknęło zwykłej w takich przypadkach wojny domowej. Ugedej także wyznaczył następcę, swojego wnuka Sziremuna, jednak drugi władca imperium mongolskiego nie był swoim ojcem i jego wola nie została uszanowana. Odtąd przy każdej kolejnej sukcesji dochodziło do konfliktu wśród członków rodziny panującej. Gujuk został obwołany Wielkim Chanem dopiero cztery i pół roku po śmierci swojego ojca, jednak jego władza nie była faktycznie uznawana przez Dżoczydów i do otwartej wojny z nimi nie doszło jedynie z powodu przedwczesnej śmierci syna Ugedeja. Möngke został władcą po uprzedniej krwawej rozprawie z Czagataidami i Ugedeidami i musiał uznać faktyczną autonomię Dżoczydów. Po jego śmierci okazało się, że żaden z pretendentów nie jest w stanie pokonać wszystkich konkurentów i w rezultacie imperium rozpadło się.

### Administracja i prawo

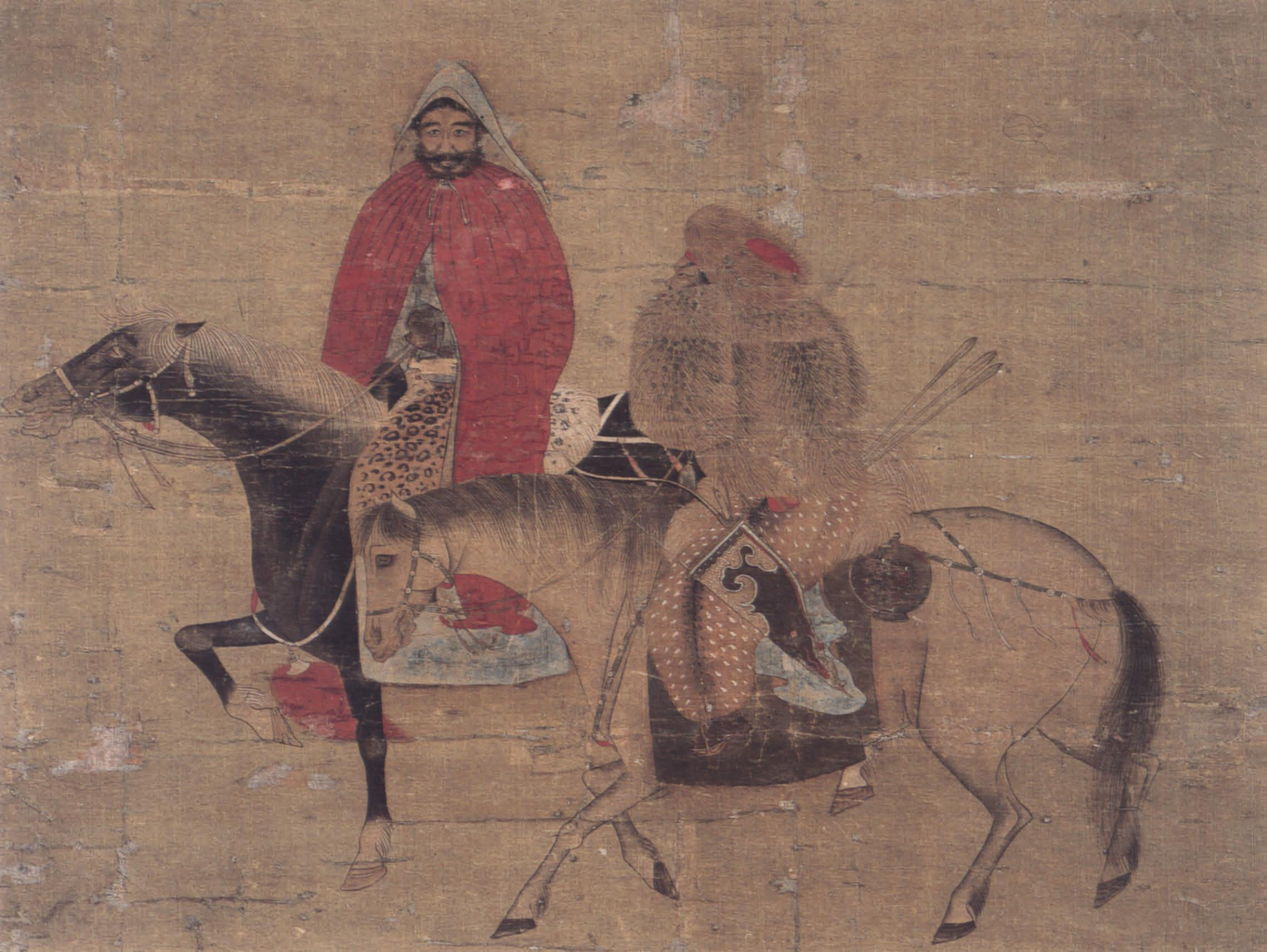
Mongolski jeździec eskortujący urzędnika. Obraz na jedwabiu z epoki Yuan. Art and History Collection, zbiory Freer and Sackler Galleries

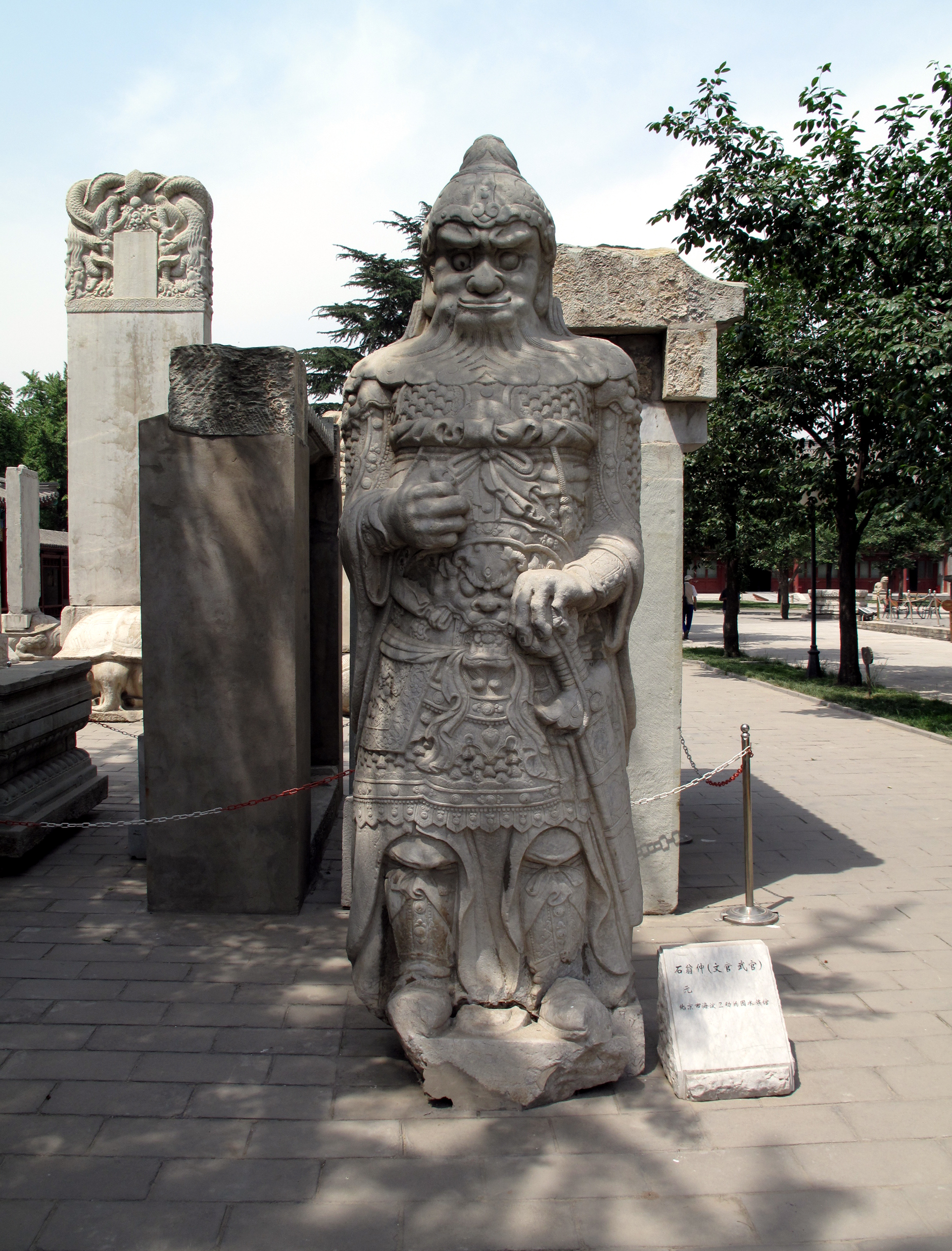
Figura mongolskiego wojskowego urzędnika, wyrzeźbiona w marmurze. Wysokość 310 cm. Epoka Yuan. Muzeum Rzeźby Kamiennej w Pekinie

Kluczową instytucją odzwierciedlającą proces zmian zachodzący w wyniku podbojów Temudżyna było kürijen, który to termin pierwotnie oznaczał sposób obozowania polegający na utworzeniu z wielu jurt kręgu, z wozami i zwierzętami w środku, dla bezpieczeństwa. W nowych czasach termin ten jednak zaczął oznaczać tymczasowo ufortyfikowany obóz oraz społeczną i polityczną grupę, która go tworzyła. W czasach Raszida ad-Dina kürijen był synonimem minganu, podstawowej militarnej i społecznej jednostki czasów imperium. Takie jednostki obozowały w kole z jurtami wodza grupy oraz jego domowników w centrum. Ten proces był już poważnie zaawansowany w trakcie wojny Temudżyna z Dżamuką w roku 1201, kiedy to armie obu oponentów miały składać się z kürijen. Po podboju Wyżyny Mongolskiej Temudżyn przystąpił do reorganizacji plemiennego społeczeństwa w mingany, to jest grupy zdolne wystawić w przybliżeniu tysiąc żołnierzy. Początkowo miało ich być 98, potem jednak tworzono następne, wyjątkowo także z ludności osiadłej. Te grupy obejmowały nie tylko samych żołnierzy, ale także ich rodziny, różnego rodzaju służbę i pomocników, a z biegiem czasu nawet całe grupy podległe. Mingany były zatem jednocześnie najważniejszymi jednostkami społecznymi, politycznymi i militarnymi imperium. Będąc mobilne towarzyszyły chanowi w kampaniach i były najważniejszym narzędziem ekspansji mongolskiej populacji, tworząc elementy rozgałęziających się plemiennych federacji pod mongolską kontrolą.
Kiedy Temudżyn został obwołany chanem plemienia Mongołów ustanowił konieczne do sprawowania władzy urzędy i funkcje. Jak obliczył na podstawie Tajnej historii Mongołów Stanisław Kałużyński „cała obsługa dworu, a zarazem administracja liczyła w tym czasie dwadzieścia trzy osoby”. Niedługo potem Temudżyn powołał do istnienia osobistą gwardię (keszik), początkowo złożoną ze 150 żołnierzy. Wraz z rozwojem mongolskiego państwa gwardia została powiększona najpierw do tysiąca, a później 10 tysięcy ludzi. Członkowie gwardii pełnili rolę ochroniarzy chana, towarzyszyli mu w boju oraz opiekowali się jego namiotami, wozami, bronią, instrumentami muzycznymi, regaliami, przygotowywali jego posiłki i napoje oraz pełnili różne, nawet najdrobniejsze funkcje dworskie. Ponadto jednak od początku Czyngis-chan korzystał z członków swojej gwardii w codziennym procesie rządzenia na dworze, gdzie brali oni udział w odbywających się naradach. Byli oni także wysyłani w celu realizacji specjalnych zadań, a nawet zostawali stałymi wysłannikami chana wśród podbitych ludów lub na okupowanych terytoriach. W późniejszym okresie członkowie gwardii często zajmowali dwa stanowiska, jedno w ramach samej gwardii, nierzadko o niskim statusie, i drugie w ramach rosnącej imperialnej administracji, które mogło oferować szeroki zakres władzy. Było wśród nich szczególnie wielu darugaczi, najważniejszych nadzorczych urzędników wczesnego okresu imperium. Podsumowując, gwardia „była przede wszystkim zaprojektowana tak, by sprostać rosnącym administracyjnym potrzebom rodzącego się mongolskiego imperium. A ponieważ instytucja gwardii/domostwa zapewniała jednocześnie osobistą służbę i machinerię za pomocą której Czyngis-chan administrował swoimi gwałtownie rozmnażającymi się poddanymi, terytoriami i ekonomicznymi interesami, towarzyszyła mu ona wszędzie gdzie podążał – w kampanii czy podczas polowania. Stąd «rząd centralny» wczesnego państwa Mongołów, w istocie imperialna gwardia, znajdował się tam gdzie akurat zdecydował się pojawić władca”.
W świadomości Mongołów najważniejszym zadaniem chana było sprawiedliwe dzielenie wszelkich korzyści wynikających z podbojów, zarówno łupów wojennych w wąskim znaczeniu tego słowa, jak i podporządkowanych ludzi oraz ziem. Nad sprawiedliwym podziałem wszystkich tych dóbr czuwała specjalna instytucja, dżargu, w której zazwyczaj zasiadali przedstawiciele wszystkich zainteresowanych stron, to jest zarówno chana, jak i innych członków rodziny panującej. Agenci dżargu byli nazywani dżarguczi, który to termin na języki europejskie zazwyczaj tłumaczy się jako sędzia, co wiąże się z tym że nie tylko nadzorowali oni sprawiedliwy podział łupów, ale rozstrzygali także wszelkie inne spory, o charakterze cywilnym lub karnym. Żeby móc wykonywać swoją funkcję dżarguczi przeprowadzali spisy łupów, w tym przede wszystkim ludzi, dostępnych do dystrybucji. Wydaje się, że prowincjonalna administracja późniejszego imperium wyrosła z tej stopniowo coraz bardziej permanentnej funkcji. Składała się ona ze stałych lokalnych dżargu, w których skład wchodzili dżarguczi reprezentujący różne podmioty wraz z szeregiem innych urzędników.
Dżarguczi działali na kilku poziomach, zaś najważniejszym z nich był powołany przez Czyngis-chana jeke dżarguczi („wielki sędzia”), którym według konkurencyjnych wobec siebie tradycji miał jako pierwszy zostać albo Belgütej, albo Szigi Kutuku. Później, gdy imperium się rozrastało, pojawili się także regionalni jeke dżarguczi. Zgodnie z Tajną historią Mongołów ustanawiając Szigi Kutuku jeke dżarguczi Czyngis-chan wyraźnie określił, że ma on czuwać nad rozdzielaniem poddanych ludzi, to jest decydować o tym jak mają oni zostać rozdystrybuowani pomiędzy jednostki wojskowe i członków rodziny panującej. Otrzymał on także najwyższą władzę sądowniczą, z prawem nad życiem i śmiercią winnych włącznie. W ramach wykonywania tych obowiązków Szigi Kutuku miał utrzymywać tzw. Błękitną Księgę (Kökö Debter), w której zapisywane były wszystkie rozstrzygnięcia prawne, to jest zarówno decyzje dotyczące rozdzielania ludzi, rozmaite wyroki, jak i rozporządzenia (dżasak, tur. jasa) samego Czyngis-chana. W momencie objęcia następstwa po swoim ojcu Ugedej ogłosił zespół takich spisanych rozporządzeń Wielkim Dżasakiem (tur. Wielka Jasa), potwierdzając tym samym nieprzemijającą wartość wszystkich rozkazów swojego ojca, stanowiących zespół precedensów dla rozstrzygania w przyszłych sprawach. W przyszłości także wiele dżasaków Ugedeja miało być często cytowanych, podczas gdy następni panujący nie odznaczyli się za bardzo w tym zakresie. Za czasów Möngkego dżasak stał się zbiorem precedensów konsultowanych podczas kurułtajów, przechowywanym w skarbcach Wielkiego Chana oraz książąt imperium. Dżasak nigdy nie przybrał formy całościowego kodeksu, lecz pozostał zbiorem decyzji wydanych w przypadkowych sprawach. Perskie źródła z okresu mongolskiego używają zwrotu „jasa/dżasak [rozporządzenia] i josun [zwyczaje]” co pokazuje że dżasak był tylko częścią szerszej całości obejmującej także niespisane zwyczaje, które były uważane za równie obowiązujące. To wprowadzenie procedur opartych na pisanych dokumentach było możliwe jedynie dzięki wcześniejszej decyzji Czyngis-chana stworzenia alfabetu pozwalającego zapisywać język mongolski. Dokonał on tego za pomocą Tatar Tongi, Ujgura służącego przedtem władcy Najmanów, który w roku 1204 zaadaptował do zapisu mongolskiego alfabet ujgurski, tworząc tym samym pismo mongolskie. Był to jednocześnie początek masowego zatrudniania Ujgurów jako skrybów, co w przyszłości miało doprowadzić do zdominowania przez nich imperialnej administracji.
Innymi ważnymi urzędnikami byli wspomniani już darugaczi (albo daruga, tur. baskak, pers. szahna), którą to instytucję Mongołowie przejęli prawdopodobnie od Kara Kitajów. W Chanacie Kara Kitajów nieliczni rządzący Kitajowie powoływali baskaków jako nadzorców rezydujących na dworach podporządkowanych im lokalnych władców. We wczesnych latach swojego panowania Czyngis-chan preferował więzy małżeńskie jako sposób na zapewnienie sobie lojalności państw ludów osiadłych. Darugaczi pojawili się po raz pierwszy po roku 1214 w północnych Chinach, kiedy władca Mongołów zdecydował się na zniszczenie dynastii Jin po tym jak zerwała ona trybutarną zależność. Kolejni darugaczi (lub szahna) zostali powołani w Mawarannahrze w trakcie wojny z Chorezmem. Od czasów Ugedeja darugaczi byli powoływani także do nadzorowania państw, które podporządkowały się Mongołom dobrowolnie. Darugaczi nadzorowali jednostki od pojedynczej prominentnej rodziny, poprzez dzielnicę, miasto aż po stolicę regionu. Na swoim stanowisku czuwali oni nad lojalnością lokalnego władcy, zbieraniem trybutu i dostarczaniem kontyngentów wojskowych. Darugaczi byli powoływani zarówno przez poszczególnych członków imperialnej rodziny, by reprezentowali ich interesy, jak i Wielkiego Chana (ci ostatni byli zazwyczaj nazywani jeke darugaczi – „wielkimi darugaczi”). Właściwie wszyscy wcześni darugaczi rekrutowali się z ludów, które wcześnie podporządkowały się imperium, takich jak Onguci, Ujgurzy, Kitanowie, Kara Kitajowie i Najmanowie lub muzułmańskich kupców prowadzących działalność na Wyżynie Mongolskiej. Lojalni wobec Mongołów i jednocześnie znający ludy osiadłe pełnili oni rolę pośredników pomiędzy nowymi władcami a ich poddanymi. W dojrzałym imperium najwidoczniejszymi oznakami ustanowienia mongolskiej kontroli nad ludnością osiadłą było przeprowadzenie jej spisu i wprowadzenie darugaczi, którzy mieli nadzorować m.in. zbieranie ustanowionych na podstawie spisu nowych podatków. Tak było m.in. na Rusi w roku 1257 gdy, zgodnie ze słowami Latopisu Ławrentego: „Tejże zimy przyjechali licznicy, policzyli całą ziemię suzdalską i riazańską, i muromską, wyznaczyli dziesiętników, setników, tysiączników i ciemników [tj. przywódców tümenu] i powrócili do Ordy”. Jednocześnie z tym podziałem całej ludności podług organizacji decymalnej ustanowiono baskaków nad wszystkimi większymi miastami i książętami Rusi, z „wielkim baskakiem” (ros. великій Баскак) przydzielonym do Wielkiego Księcia Włodzimierskiego na czele.
Dopiero za panowania Ugedeja obok gwardii powstała osobna kancelaria imperium, na której czele stał nestorianin Czinkaj. Po śmierci Ugedeja jego najwyżsi urzędnicy popadli w niełaskę regentki Töregene-katun, jednak Gujuk przywrócił wielu z nich, na czele z Czinkajem, na dawne stanowiska. Za panowania Möngkego szefem kancelarii został nestorianin Bułgaj. Ostatni władca zjednoczonego imperium znacznie rozbudował kancelarię i uporządkował jej działanie. Powstanie kancelarii wiązało się z innymi reformami Ugedeja, w szczególności zaś założeniem stałej stolicy, Karakorum, na prawym brzegu Orchonu. Szczyt pomyślności miasto osiągnęło za Möngkego, nawet wtedy jednak nie było szczególnie wielkie – według Wilhelma z Rubruk nie było większe niż podparyska wieś Saint Denis. Było ono skoncentrowane wokół kompleksu pałacowego chana. Pałac był przede wszystkim miejscem ceremonialnym, gdzie odbywały się rytualne uczty i inne podobne wydarzenia, podczas gdy chan preferował mieszkanie w jurcie. Wraz z powstaniem nowego centrum imperium, uregulowaniu uległa także jego administracja terytorialna. Jeszcze za rządów Mukalego w Chinach powołano tam kilka tzw. „Oddziałów Ministerstwa Stanu” (chin. 行尚書省, xing shangshu sheng) z siedzibą w takich miastach jak Xijing (dzis. Datong), Zhongdu (dzis. Pekin), Dongping i Hezhong (w pobliżu dzis. Yongji). Ugedej zniósł te rudymentarne jednostki i powołał 10 tzw. czölge (chin. 路, lu), którymi administrował wyższy rangą darugaczi zarządzający stolicą regionu i mający pod sobą darugaczi obecnych w innych jego częściach. Później powołano kolejne jednostki tego rodzaju w różnych częściach imperium. Ponadto Ugedej powołał dwie regionalne kancelarie dla Chin (jej pierwszym szefem został Kitan Yelü Chucai) oraz Turkiestanu (jej pierwszym szefem został Chorezmijczyk Mahmud Jalawacz). Pod koniec panowania syna Czyngis-chana powołano także trzecią regionalną kancelarię dla Iranu (jej pierwszym szefem był Ujgur Körgüz, zaś po jego śmierci zastąpił go Ojrat Argun Aga). To także Ugedej nakazał zorganizowanie systemu stacji pocztowych (dżam) łączących najważniejsze regiony imperium.

### System podatkowy
Yelü zbudował niezależny od administracji wojskowej system podatkowy opierający się na podatku pogłównym, podatkach handlowych i gruntowych. Mongołowie płacili jedynie podatek pogłówny – zróżnicowany od 1 do 500 dinarów. Inne podatki były przeznaczone jedynie dla ludów podbitych. Część terytoriów podbitych była zarządzana przez mongolską arystokrację wojskową i obowiązywały tam inne zróżnicowane systemy podatkowe.

## Wojsko

### Struktura dowodzenia
W armii imperium mongolskiego istniała ścisła, dziesiętna hierarchia dowodzenia. Szeregowi żołnierze byli grupowani w dziesięcioosobowe grupy, dowodzone przez dziesiętnika, które były z kolei grupowane po dziesięć w grupy stuosobowe dowodzone przez setnika, a te z kolei były grupowane po dziesięć tworząc grupy tysięczne, dowodzone przez tysięcznika. Wreszcie dziesięć oddziałów tysiąc osobowych tworzyło podstawową jednostkę taktyczną zwaną tümenem, która mogła już działać samodzielnie.
Dziesiętnicy i setnicy byli wybierani przez samych żołnierzy ze swojego grona. Tysięczników wybierał nojon (pierwszych tysięczników wybrał osobiście Czyngis-chan na Wielkim Kurułtaju w 1206 roku), czyli dowódca tümenu, zaś nojonów wybierał osobiście wielki chan. Zwykle, niezależnie od składu etnicznego tümenu, nojonami zostawali blisko spokrewnieni z wielkim chanem Mongołowie.

### Strategia działania

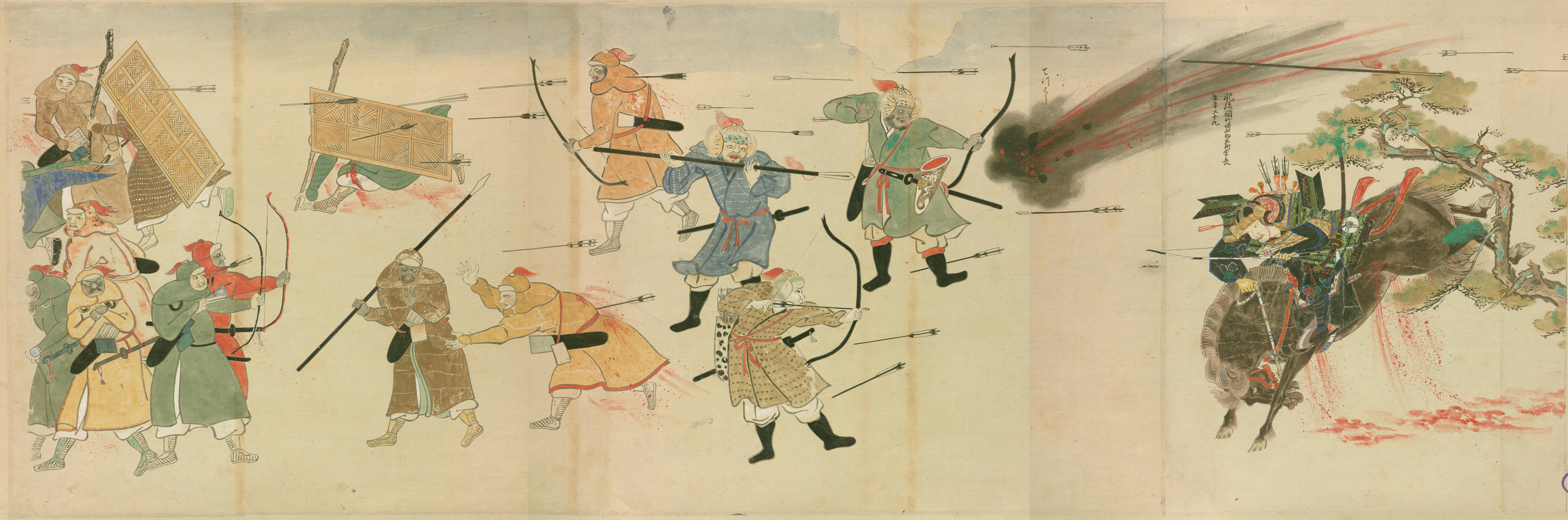
Wojsko mongolskie podczas najazdu na Japonię

Armia Imperium miała kilka podstawowych reguł działania:
Atakowała zawsze w kilku kierunkach jednocześnie utrudniając rozpoznanie, który kierunek ataku jest głównym i wymuszając podzielenie sił przeciwnika. Armia mongolska, również dla zmylenia przeciwnika starała się zawsze wracać z wyprawy inną drogą niż na nią przybyła. Stosowała pozorowane odwroty, które często miały na celu wywabienie przeciwnika z dobrze ufortyfikowanych pozycji i podprowadzenie go pod ustawione w zasadzce główne siły. Taką taktykę najczęściej stosował jeden z najważniejszych wodzów wojen z Chinami i Chorezmem, Dżebe. Typowy żołnierz Wielkiej Ordy potrafił strzelać z konia do tyłu, dzięki czemu zadawał często więcej strat przeciwnikowi w czasie pozorowanego odwrotu niż w czasie bezpośredniego ataku.
W przeciwieństwie do innych armii Wielkiego Stepu, Mongołowie szybko opanowali techniki zdobywania miast. Imperium w każdej większej kampanii wysyłało jednostki inżynieryjne, które na miejscu przy pomocy jeńców budowały machiny oblężnicze, czasem jak podczas zdobywania Riazania obudowywały całe mury miejskie własnymi fortyfikacjami, lub jak podczas zdobywania Urgenczu zatapiały miasto zmieniając nurty okolicznych rzek.
Mongołowie stosowali także ataki dywersyjne na domniemanych sojuszników swoich wrogów (takim był pierwszy atak na Polskę w 1241 roku, który miał na celu uniemożliwienie ewentualnej pomocy dla atakowanych Węgier). Mongołowie prowadzili swoje wojny do ostatecznego zwycięstwa, czyli do pełnego podporządkowania lub wybicia danego ludu. Stąd często atakowali państwa które przyjęły uchodźców z ludów toczących z nimi wojnę. Takie były przyczyny ataku na Połowców, którzy przyjęli Merkitów w 1223 roku, i na Węgry, które przyjęły Połowców., a także na Indie które przyjęły część armii chorezmijskiej.
W armii Imperium funkcjonowały specjalne jednostki, które specjalizowały się w aktach szczególnego okrucieństwa. Były to jednostki zwykle niezbyt liczne i faktyczna liczba aktów czystego okrucieństwa nie była wcale tak duża, jednak dbano o maksymalne „rozreklamowanie” tych aktów. Wywoływało to zwykle panikę ludności cywilnej, jej ucieczkę ze zdobywanych terenów i powstawanie chaosu i trudności politycznych na jeszcze nie zajętych terenach.
Stosowała na masową skalę działania wywiadowcze i kontrwywiadowcze. Wielki Chan, dzięki posiadaniu dużych ilości wolnej gotówki i złota tworzył przed planowanym atakiem siatkę agentów na terytorium przeciwnika. Agenci ci czasami służyli mu tylko cenną informacją, ale czasami prowadzili też w odpowiednim dla niego momencie działania destabilizujące atakowane państwo, a także starali się przekupywać wrogich dowódców wojskowych, często z dużym powodzeniem.
Jednocześnie w armii Wielkiego Chana istniały specjalne jednostki kontrwywiadowcze zajmujące się łapaniem potencjalnych szpiegów w czasie przemarszu wojska. Jednostki te, na wszelki wypadek, „oczyszczały” teren, po którym przechodziła armia ze wszystkich cywilów. Wszyscy przypadkowi podróżnicy, handlowcy itp. byli wyłapywani i zwykle zabijani. Dzięki temu wróg nie był w stanie przeprowadzać rozpoznania i zawsze był zaskakiwany ogromem armii mongolskiej dopiero w momencie samego ataku.

### Ogólny wygląd i uzbrojenie

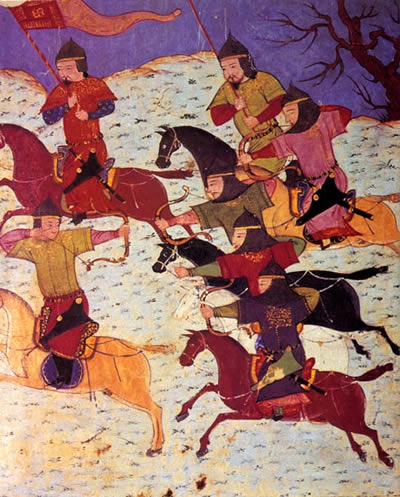
Mongolska lekka kawaleria

Przeważająca część wojska imperium mongolskiego była lekką kawalerią, której głównym orężem był łuk refleksyjny i prymitywne rodzaje białej broni. Typowy żołnierz ordy był ubrany w wojłokowy, pikowany kubrak, o szaro-brunatnej barwie (przypominający współczesną „kufajkę”), futrzaną czapkę z nausznikami i wojłokowe spodnie i buty. W armii mongolskiej przestrzegano zasady ubierania się w barwy ochronne i niewywyższanie się dowódców nad szeregowymi żołnierzami. Armia ta, w odróżnieniu jednak od armii innych ord, była ściśle zhierarchizowana i zdyscyplinowana. Niemal każda niesubordynacja była karana śmiercią. Interesującą cechą tej armii była walka w ścisłym milczeniu.
Olbrzymia większość żołnierzy (oprócz gwardii wielkiego chana) nie była w ogóle opłacana, a nawet wręcz przeciwnie, płaciła za udział w wyprawach licząc na łupy.
Jakkolwiek słabo uzbrojona, armia ta była bardzo mobilna, wykonująca na ślepo nawet samobójcze zadania i składała się ze zdeterminowanych i doświadczonych żołnierzy. Armia ta nie wymagała też aprowizacji, żywiąc się tym, co wpadało jej w ręce po drodze, dzięki czemu nie musiała ciągnąć za sobą taborów. Jej podstawową siłą, oprócz mobilności i determinacji była też jej wielkość. W szczytowym okresie liczyła ona 120 000 żołnierzy, podczas gdy armie tureckie i europejskie uważano w tym czasie za wielkie, jeśli liczyły więcej niż 10 000 ludzi.
Wyjątkiem z tej szarej masy jednakowo wyglądających żołnierzy była gwardia wielkiego chana. Liczyła ona w szczytowym momencie 10 000 żołnierzy. Przynależność do gwardii było wielkim zaszczytem, o który w konkursach starało się wielu szeregowych żołnierzy. Gwardia była wojskiem opłacanym i zbrojonym bezpośrednio z kieszeni wielkiego chana. Była to także jednostka jazdy, ale jednolicie uzbrojona w karacenowe zbroje i dobrej jakości miecze chińskiej produkcji. Stanowiła ona osobistą ochronę chana i często była też używana jako ostateczny odwód.